# Rijeka
Rijeka [ˈrijɛːka] (italienisch und ungarisch Fiume, deutsch veraltet Sankt Veit an der Flaum) ist eine Hafenstadt an der Kvarner-Bucht in Kroatien. Die mit rund 107.000 Einwohnern (Stand 31. Dezember 2021) drittgrößte Stadt des Landes ist Hauptstadt der Gespanschaft Primorje-Gorski kotar und Sitz der katholischen Erzdiözese Rijeka. Rijeka und das irische Galway waren 2020 die Kulturhauptstädte Europas.

## Name
Der Stadtname leitet sich von einem Kastell und einer Kirche am Fluss Rječina (lateinisch Flumen Sancti Viti „St. Veitsstrom“) im heutigen Stadtteil Trsat ab.
Auf Slowenisch heißt die Stadt Reka, auf Italienisch Fiume sowie auf Deutsch veraltet Sankt Veit am Flaum oder Pflaum, ungarisch ehemalig auch Szentvit.
Der Ortsname bedeutet im Kroatischen, Slowenischen und Italienischen jeweils „Fluss“. Auch der Bestandteil Flaum oder Pflaum im ehemaligen deutschen Ortsnamen Sankt Veit am Flaum geht auf Lateinisch flumen für „Fluss“ zurück.

## Stadtgliederung

### Stadtteile
Laut der letzten Volkszählung von 2021 hatte Rijeka zusammen mit allen 34 Stadtteilen 107.155 Einwohner.  Davon befanden sich insgesamt 809 Personen, sogenannte Auslandskroaten, zum Zeitpunkt der Volkszählung im Ausland.
- Banderovo – 1.745
- Belveder – 2.715
- Brajda-Dolac – 2.955
- Brašćine-Pulac – 2.147
- Bulevard – 1.685
- Centar-Sušak – 1.351
- Draga – 1.251
- Drenova – 7.063
- Gornja Vežica – 5.371
- Gornji Zamet – 4.762
- Grad Trsat – 2.129
- Grbci – 1.437
- Kantrida – 5.114
- Kozala – 4.287
- Krimeja – 2.591
- Luka – 929
- Mlaka – 3.203
- Orehovica – 491
- Pašac – 342
- Pećine – 2.027
- Pehlin – 4.978
- Podmurvice – 4.981
- Podvežica – 4.981
- Potok – 1.143
- Srdoči – 6.346
- Sveti Kuzam – 188
- Sveti Nikola – 7.502
- Svilno – 851
- Školjić-Stari grad – 1.248
- Škurinje – 4.811
- Škurinjska Draga – 3.590
- Turnić – 3.705
- Vojak – 2.436
- Zamet – 7.765

## Geographie

### Lage und Klima
Die Hafenstadt Rijeka liegt an der gleichnamigen Bucht (kroatisch Riječki Zaljev), die das Nordende der inselreichen Kvarner-Bucht bildet, an der Mündung des Rječina, der durch die Stadt in die Adria fließt. Der heutige Name des Flusses leitet sich von dem der Stadt ab, der er ursprünglich den Namen gab.
Die mittlere Lufttemperatur beträgt im Januar 5,9 °C und im Juli 23,5 °C, die jährliche Lufttemperatur 14,3 °C, die jährliche Niederschlagsmenge 1548 mm. Insgesamt gibt es 86 Regentage im Jahr. Im Durchschnitt scheint die Sonne 2120 Stunden im Jahr.
|                       | Jan   | Feb   | Mär   | Apr   | Mai   | Jun   | Jul  | Aug   | Sep   | Okt   | Nov   | Dez   |   |         |
| Mittl. Tagesmax. (°C) | 8,7   | 9,5   | 12,4  | 16,1  | 20,9  | 24,6  | 27,7 | 27,6  | 23,6  | 18,6  | 13,4  | 10,0  | ⌀ | 17,8    |
| Mittl. Tagesmin. (°C) | 2,7   | 3,2   | 5,5   | 8,8   | 12,9  | 16,2  | 18,6 | 18,5  | 15,3  | 11,1  | 7,1   | 4,1   | ⌀ | 10,4    |
|                       |       |       |       |       |       |       |      |       |       |       |       |       |   |         |
| Niederschlag (mm)     | 134,9 | 114,3 | 104,0 | 110,7 | 102,4 | 110,8 | 82,0 | 100,2 | 165,3 | 175,7 | 183,4 | 154,2 | Σ | 1.537,9 |
|                       |       |       |       |       |       |       |      |       |       |       |       |       |   |         |
| Sonnenstunden (h/d)   | 3,4   | 4,4   | 5,5   | 7,0   | 8,7   | 9,7   | 10,9 | 10,0  | 7,8   | 5,9   | 3,5   | 3,1   | ⌀ | 6,7     |
|                       |       |       |       |       |       |       |      |       |       |       |       |       |   |         |
| Regentage (d)         | 11,0  | 9,4   | 10,2  | 11,6  | 12,3  | 11,9  | 9,1  | 9,2   | 9,8   | 10,9  | 12,4  | 11,6  | Σ | 129,4   |
|                       |       |       |       |       |       |       |      |       |       |       |       |       |   |         |
| Wassertemperatur (°C) | 11    | 11    | 11    | 13    | 17    | 21    | 23   | 24    | 22    | 19    | 16    | 13    | ⌀ | 16,8    |
|                       |       |       |       |       |       |       |      |       |       |       |       |       |   |         |
| Luftfeuchtigkeit (%)  | 77    | 73    | 72    | 71    | 70    | 68    | 63   | 66    | 72    | 74    | 76    | 76    | ⌀ | 71,5    |

| 2,7 |

| 3,2 |

| 5,5 |

| 8,8 |

| 12,9 |

| 16,2 |

| 18,6 |

| 18,5 |

| 15,3 |

| 11,1 |

| 7,1 |

| 4,1 |

| 2,7 |

| 3,2 |

| 5,5 |

| 8,8 |

| 12,9 |

| 16,2 |

| 18,6 |

| 18,5 |

| 15,3 |

| 11,1 |

| 7,1 |

| 4,1 |

## Geschichte

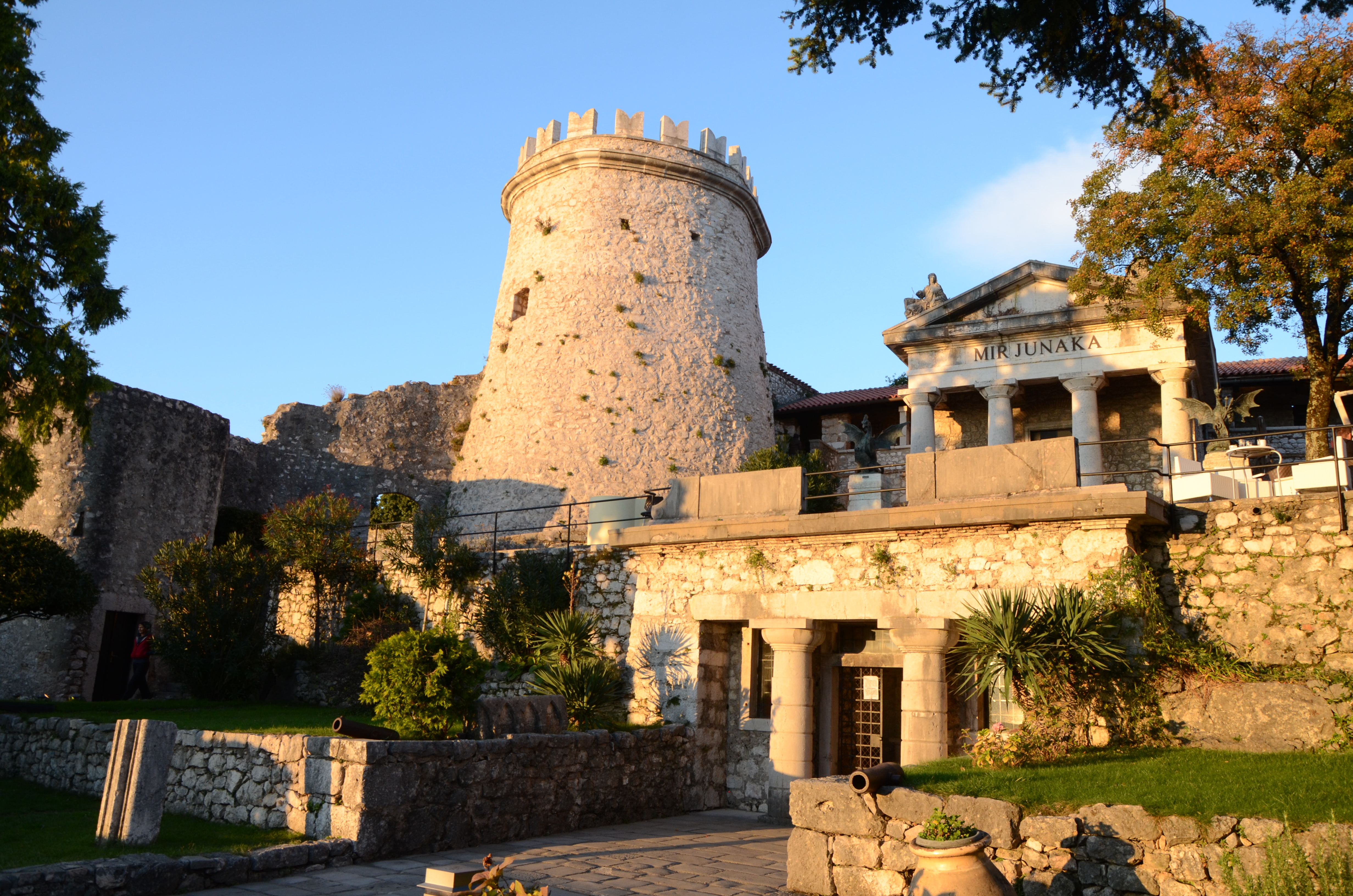
Burg auf dem Trsat

In Rijeka wurden Siedlungsspuren gefunden, die bis in das Paläolithikum (Steinzeitalter) und das neolithische Zeitalter zurückreichen. Im prähistorischen Zeitalter (Bronze- und Eisenzeit) bauten vermutlich die Kelten um die Hügel Befestigungen. Sie verbanden die fünf Hügel (Solin, Martinšćica, Trsat, Velivrh und Gradišće) mit Wallanlagen. Ein Überbleibsel aus dem Keltischen dürfte das Wort Tarsa (Trsat) sein, das Berg bedeutet, evtl. Berg am Fluss.
Um diese Wallbauten konnte sich eine Siedlung mit einem Hafen entwickeln. Die Kelten wurden von den Illyrern verdrängt oder haben sich mit ihnen vermischt. Der Stamm der illyrischen Liburner lebte vorwiegend entlang der Küste und baute den Hafen aus. Im Hinterland siedelten die Iapoden, auf die die Befestigung des Hügels Trsat jenseits des Flusses Riječina zurückgehen soll.
Die Illyrer nutzten den Hafen für ihre seeräuberischen Aktivitäten in der Adria. Sie waren damals bekannt als Seefahrer, Schiffbauer und Seeräuber; zu dieser Zeit nannten sie die Ortschaft Liburna.

### Antike
Liburna war für die Römer ein Ärgernis, da von hier zahlreiche Angriffe auf die römischen Handelsschiffe in der Adria ausgingen. Die Römer führten mehrere Kriegszüge gegen die Illyrer, dabei eroberten sie die Siedlung um 180 v. Chr. Die Römer verlagerten die bisherige Siedlung näher an das Meer, an die Stelle der heutigen Altstadt.
In der Antike wurde die Stadt Tarsatica genannt und war vermutlich bereits zu dieser Zeit in zwei Kommunen geteilt. Tarsatica Romana (Rijeka) war die Hafenstadt und Tarsata Liburna (Trsat) die Burgstadt. Die Römer bauten auf dem Trsat später eine Beobachtungsstation. Heute findet man noch Überreste der römischen Siedlung, unter anderem Ruinen der Thermen, ein römisches Tor, Teile der römischen Stadtmauer sowie Mauerreste römischer Häuser.

### Mittelalter
Die Kroaten ließen sich um 700 n. Chr. in der Gegend des heutigen Rijeka nieder. Aus strategischen Gründen war der Ort für Karl den Großen wichtig. Er sandte ein Heer unter Führung des Markgrafen Erich (Eric) zur Eroberung der Stadt. Die Kroaten wehrten sich jedoch erfolgreich und schlugen 799 n. Chr. die Franken zurück. Markgraf Erich verlor an den Felshängen vor der Burg Trsat sein Leben. Karl der Große reagierte mit der Entsendung eines größeren Heeres, durch das er Trsata erobern ließ. Von dieser Zeit an beherrschten die Franken die Stadt, die sie in ihr Reich integrierten.
Im 9. Jahrhundert gehörte Rijeka zum Königreich der Kroaten. Ab dem 12. Jahrhundert bestand Kroatien im Staatsverband mit Ungarn als Personalunion. Im 13. Jahrhundert wurde Trsat (Trsata), das wieder aufgebaut worden war, von den Fürsten Frankopan der Grafschaft Vinodol beherrscht. Diese förderten den Ausbau von Trsat.
1287/1288 entstand das Gesetzbuch von Vinodol, eines der ältesten Gesetzbücher Europas. Die Vinodoler Stadtgemeinden Grobnik, Trsat (Rijeka), Bakar, Hreljin, Drivenik, Grižane, Bribir, Ledenice und Novigrad (heute Novi Vinodolski) unterzeichneten am 6. Januar 1288 dieses Gesetzbuch. Das Gesetzbuch schützte unter anderem Leibeigene und den Mann aus dem Volk vor den Feudalherren und den Gerichten.
Auf der rechten Seite der Rječina entstanden die Siedlungen Reka (Rika) und Sv. Vida (Sveti Vid na Rječini, St. Veit am Flaum); sie bildeten eine Stadt mit Toren, Türmen, Straßen und Handel. Während dieser Zeit wechselten die Herren der Stadt: die Dynastie Duino, die Fürsten Frankopan, die Grafen von Walsee. Die Einwohnerzahl betrug zu dieser Zeit ungefähr 3000. Zwischen dem 13. und dem 14. Jahrhundert entstand unter den Grafen von Walsee das gotische Rijeka.

### Unter der Herrschaft der Habsburger

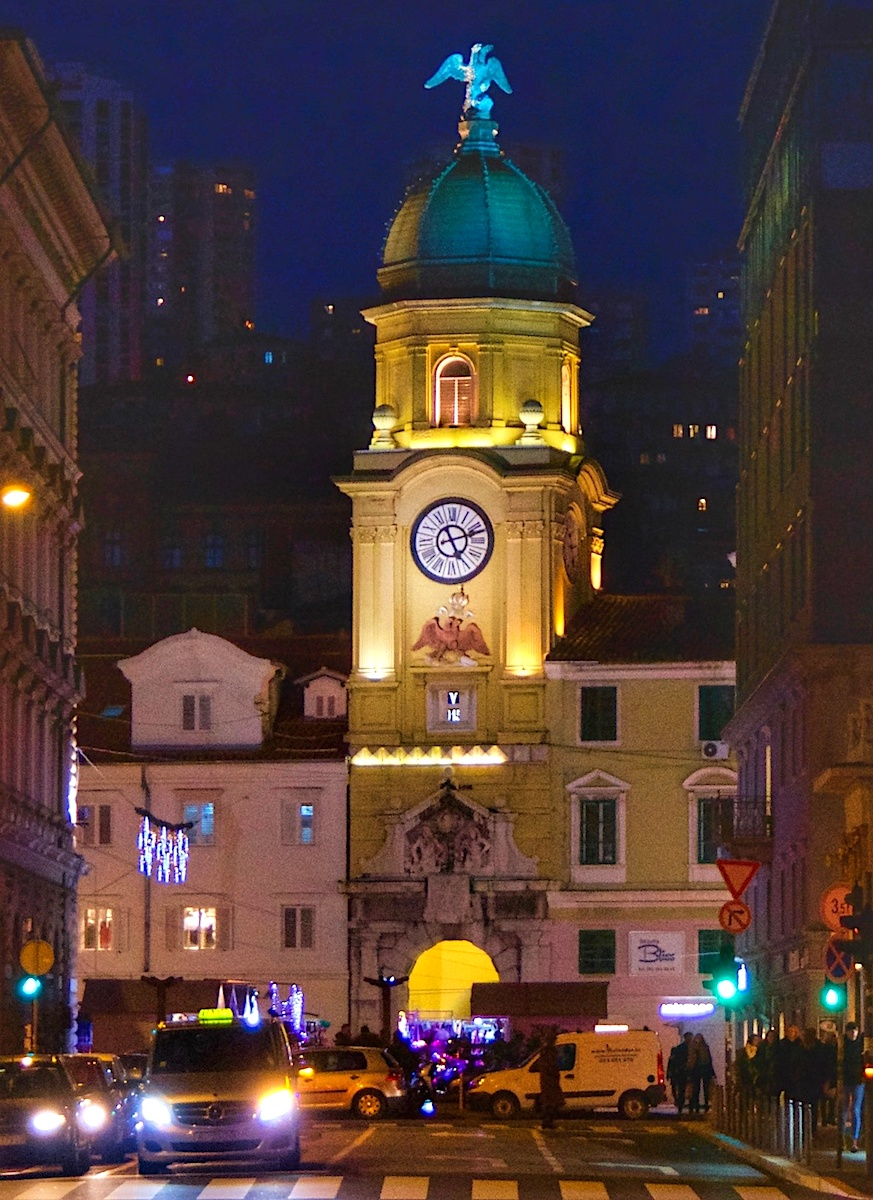
Der Stadtturm von Rijeka

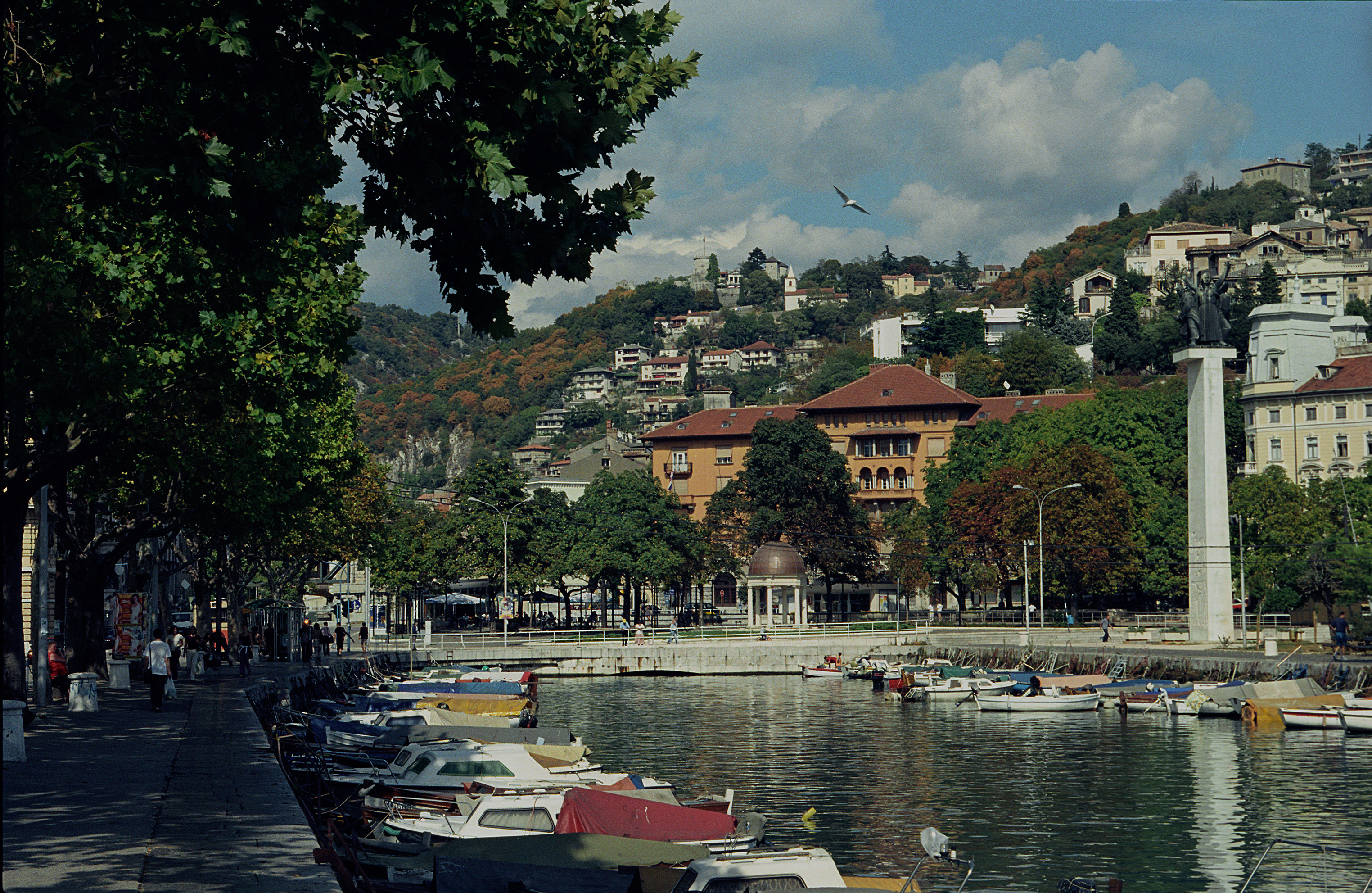
Kanal in Rijeka

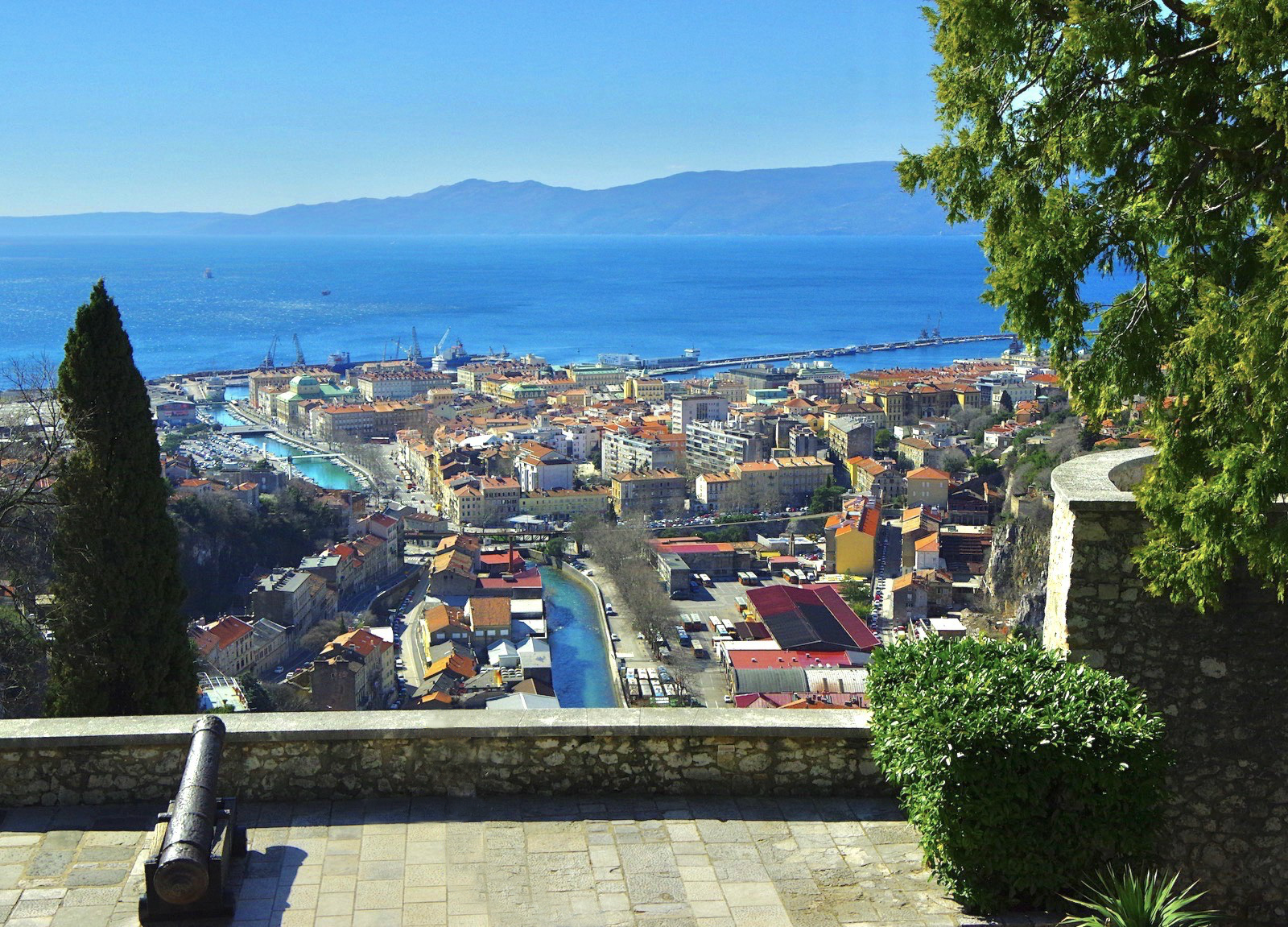
Blick auf den Hafen von Rijeka

1465 kaufte Friedrich III. die Stadt von den Herren von Walsee; die Stadt wurde St. Veit am Flaum genannt. Bis 1918 gehörte St. Veit am Flaum oder Fiume, wie sie die meiste Zeit genannt wurde, mit kurzen Unterbrechungen zur Habsburgermonarchie. Unter den Habsburgern entwickelte sich Fiume zur Rivalin von Venedig, die Habsburger bauten Fiume neben ihrem Haupthafen Triest konstant aus.
1509 wurde Fiume unter der Führung des Condottiero Melchiorre (?) Trevisan von den Venezianern kurzfristig erobert, dabei wurde die Stadt geplündert, angezündet und teilweise zerstört.
Mit der Thronbesteigung der Habsburger in Ungarn wurde Rijeka 1526 Teil der Länder der Stephanskrone. In der Folgezeit wurde es aber meist von Graz aus regiert (siehe Innerösterreich). 1530 entstand die erste Druckerei im Ort.
1595 erreichten osmanische Truppen die Ebene von Grobnik und standen damit in der Nähe von Fiume.
Im 16. Jahrhundert blühte die Stadt auf; in dieser Epoche entwickelten sich in Fiume Manufaktur, Handel, Kunst und das Schulwesen. 1626 wurde das Jesuitengymnasium gegründet, das erste an der Adria; es besteht ohne Unterbrechung bis heute. Während dieser Zeit entstand das Fiume der Renaissance und des Barock. Zugleich kam es immer wieder zu Angriffen der Osmanen, Fiume aber fiel nie in ihre Hände.
Kaiser Karl VI. führte 1717 die merkantilistische Wirtschaftspolitik ein; dies ermöglichte den freien Schiffsverkehr in der Adria. 1719 wurde der Hafen von Fiume zusammen mit dem Hafen Triest zum Freihafen erklärt, es entwickelten sich Industrie, Seefahrt und Handwerk. 1725 wurde die erste Verkehrsstraße gebaut, die Wien über Karlovac mit der Adria verband (Karolina).
1750 wurde Fiume wochenlang von mehreren Erdbeben erschüttert, teilweise dürften sie sehr heftig gewesen sein. Dabei wurde auch die Burg Trsat beschädigt. Nach dem Erdbeben wurde eine Zuckerraffinerie gegründet, die bis 1828 existierte.
Mit einer Verfügung Maria Theresias wurde Fiume 1779 ein Corpus separatum, eine eigenständige, autonome Körperschaft. Damit wurde die Stadt aus dem Königreich Kroatien und Slawonien herausgelöst und direkt der Habsburger Krone unterstellt. Andrija Ljudevit Adamić (Andrea Lodovico Adamich) (1766–1828), ein Händler jüdischer Abkunft und verdienstvoller Kulturförderer, ließ 1805 ein Theater für 1600 Zuschauer bauen, das zu den größten in Europa zählte, aber später abgerissen wurde.

### In den napoleonischen Kriegen
Im Dritten Koalitionskrieg nahmen 1805 die Franzosen Fiume ein und gliederten es an das Königreich Italien (1805–1814) an, einen Marionettenstaat unter Napoleons Stiefsohn Eugène de Beauharnais. Eine besondere Rolle während dieser Zeit spielte die Gemahlin eines Kaufmanns von Rijeka, Karolina Belinić (genannt Karolina von Rijeka). Sie rettete der Überlieferung nach die Stadt im Juli 1813 vor der Zerstörung durch die britische Flotte, indem sie bei Verhandlungen mit dem englischen Admiral Freemantle ihren weiblichen Charme, ihr gutes Aussehen sowie ein tief ausgeschnittenen Dekolleté nutzte. Dank Karolinas Intervention wurde angeblich nur ein einziger Schuss aus einer Kanone Richtung Fiume abgefeuert. Die Kanonenkugel wurde später neben dem Hauptportal der St.-Vitus-Kathedrale eingemauert, mit einer lateinischen Inschrift, die übersetzt lautet: „Dieses Obst hat England gesandt, als es die Gallier von hier vertreiben wollte“.

### Nach dem Wiener Kongress

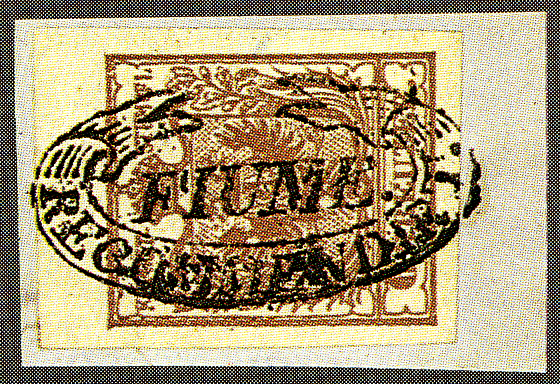
Briefmarke der österreichischen Wappenausgabe 1850 mit Ortsstempel von Fiume

Nach dem Wiener Kongress 1815 übernahmen die Habsburger, nach sechsjähriger Zugehörigkeit der Stadt zu Italien, erneut die Macht. 1823 wurde eine Papiermühle errichtet, hier wurde 1833 die erste Dampfmaschine Südosteuropas installiert. Die ehemalige Zuckerfabrik wurde nach 1828 durch eine Tabakfabrik ersetzt, die zur größten des Königreichs wurde, hier waren zeitweilig 2400 Arbeiter beschäftigt. Graf Laval Nugent eröffnete 1843 die Gemäldegalerie im Kastell von Trsat, das erste Museum in Kroatien.
Während der Revolution von 1848 nahm der kroatische Ban und kaiserliche Feldherr Joseph Jelačić von Bužim Fiume (Rijeka) ein, er setzte die Stadtregierung ab, anschließend stand Rijeka wieder unter kroatischer Verwaltung. 1855 wurde der Hafen komplett modernisiert, dabei wurde der Fluss Riječina in ein neues Bett verlegt.
Die österreichische Kriegsmarine eröffnete 1857 die Marineakademie Fiume (heute Gebäude des Krankenhauses in Rijeka). Um 1860 entwickelte der einheimische Ingenieur Giovanni Luppis (kroatisch Ivan Lupis-Vukić) den ersten schraubenbetriebenen Torpedo. Zusammen mit dem aus England stammenden Ingenieur Robert Whitehead entwickelte er den Torpedo ab 1864 so weiter, dass er auch effektiv eingesetzt werden konnte. Whitehead gründete 1873 in Fiume die erste Torpedofabrik der Welt. Die Fabrik „Torpedo“ (ehemals Whitehead-Werft) besteht heute noch. In Fiume wurden neben zahlreichen Schiffen ab 1908 auch die ersten U-Boote für die k.u.k. Kriegsmarine gebaut.
Nach dem österreichisch-ungarischen Ausgleich 1867 gehörte Fiume zur ungarischen Reichshälfte. Im ungarisch-kroatischen Ausgleich ein Jahr darauf gab es keine wirkliche Einigung über die Zuordnung von Rijeka/Fiume: Während in der kroatischen Version des Dokuments stand, dass über die Zugehörigkeit Rijekas weitere Verhandlungen geführt werden sollten, wurde Fiume in der ungarischen wieder als Corpus separatum (Sonderverwaltungsgebiet) betrachtet. Nachdem das ungarische wie das kroatische Parlament jeweils der Version in ihrer Sprache zugestimmt hatten, wurde das Dokument Kaiser Franz Joseph I. zur Unterzeichnung vorgelegt. Kurz zuvor ließ jedoch die ungarische Regierung den fraglichen Artikel in der kroatischen Fassung mit einem Stück Pergament überkleben, dem sogenannten „Rijeka-Fetzchen“ (riječka krpica), das eine Übersetzung der ungarischen Version enthielt. Der ungarische Ministerpräsident Gyula Andrássy unterstellte Fiume schließlich 1870 einem Gouverneur seiner Regierung. Bei dieser „provisorischen“ Lösung blieb es bis zum Untergang der Habsburgermonarchie.

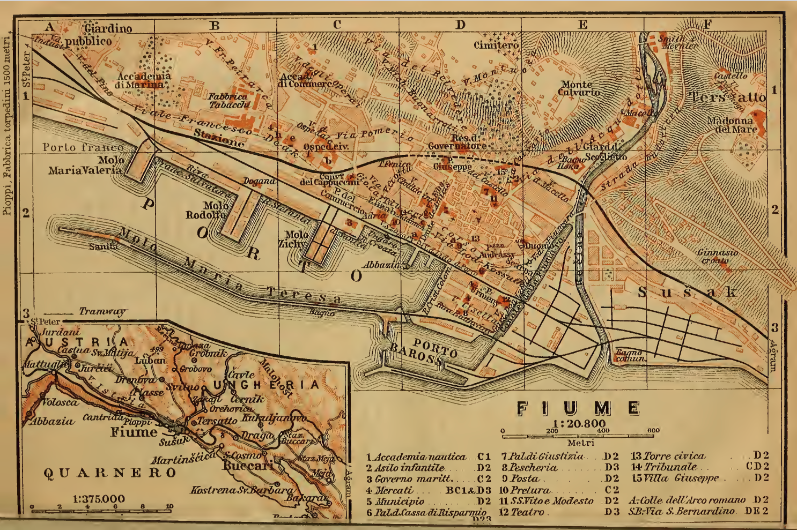
Fiume mit Hafen im Jahr 1913

Nach 1867 wurde Fiume (Rijeka) der Haupthafen für ungarische Waren; unter der ungarischen Leitung blühte der Hafen auf, ab 1872 wurde ein neues, künstliches Hafenbecken angelegt. 1871 erfolgte die Eröffnung von Banken (u. a. Riječka Banka) und Gründung von Dampfschifffahrts-Aktiengesellschaften. Die Stadt bekam eine Pferdestraßenbahn, es gab 22 Konsulate, 20 Hotels und 9 Kinos. 1873 wurden Eisenbahnstrecken nach Ljubljana und Zagreb, Wien und Budapest, 1874 nach Triest eröffnet. 1882 wurde in Rijeka eine der ersten Ölraffinerien in Europa gegründet. Ab 1883 lebte der österreichische Erzherzog Joseph Karl Ludwig mit seiner Frau in der Villa Nadvojvodina.
Zwischen 1870 und 1910 verdoppelte sich die Bevölkerungszahl auf 50.000 Einwohner. Obwohl die „Stadt Fiume mit Gebiet“ einen verwaltungstechnischen Sonderstatus behielt und anders als im Rest des Königreichs Ungarn die „Magyarisierung“ nicht forciert wurde, stieg der Anteil der Magyaren (Ungarn) an der Bevölkerung zwischen 1891 und 1910 von weniger als 3,6 Prozent auf 13 Prozent, während die Anteile der Kroaten und Slowenen zurückgingen. Die größte Volksgruppe blieb aber die der Italiener, die knapp der Hälfte der Bevölkerung und zudem die städtische Elite stellte.
Rijeka war ein wichtiger Hafen für die Auswanderung nach Amerika, insbesondere nachdem die Cunard Line ab 1903 die direkte Passage Rijeka–New York anbot. Im Jahr 1906 erlebte die Emigration einen Höhepunkt, als sich fast 50.000 Auswanderer von Rijeka nach Amerika einschifften. Vor Ausbruch des Ersten Weltkriegs war Fiume 1913 mit fast 8000 abgefertigten Schiffen und einem Umsatz von fast drei Millionen Tonnen einer der zehn größten Häfen Europas.
Der Erste Weltkrieg hatte für Rijeka einen starken Niedergang zur Folge, die Sperre von Otranto durch die Alliierten brachte den Hafen zum Stillstand. Im geheimen Londoner Vertrag von 1915 wurde Italien bei einem Sieg der Alliierten zwar die Annexion von Istrien und Dalmatien erlaubt, Rijeka wurde davon aber ausdrücklich ausgenommen.

### Die „Fiume-Frage“ nach dem Ersten Weltkrieg
Angesichts des Zerfalls der k. u. k. Monarchie verließ der letzte ungarische Gouverneur, Zoltán Jekelfalussy, die Stadt am 29. Oktober 1918. Anschließend übernahm ein Italienischer Nationalrat die Regierung. Im Waffenstillstand von Villa Giusti vom 3. November 1918 überließ das österreichische Armeeoberkommando Fiume den Italienern. Neben dem Italienischen beanspruchte auch der Kroatische Nationalrat Rijeka – jeweils unter Berufung auf das Selbstbestimmungsrecht der Völker, wie es US-Präsident Woodrow Wilson in seinem 14-Punkte-Programm niedergelegt hatte. Trotz dieses Prinzips erwies sich Wilson als ein ausgesprochener Gegner eines Anschlusses Fiumes an das Königreich Italien. Nach dem 17. November 1918 übernahm ein interalliiertes Besatzungskorps die Kontrolle über die Stadt.

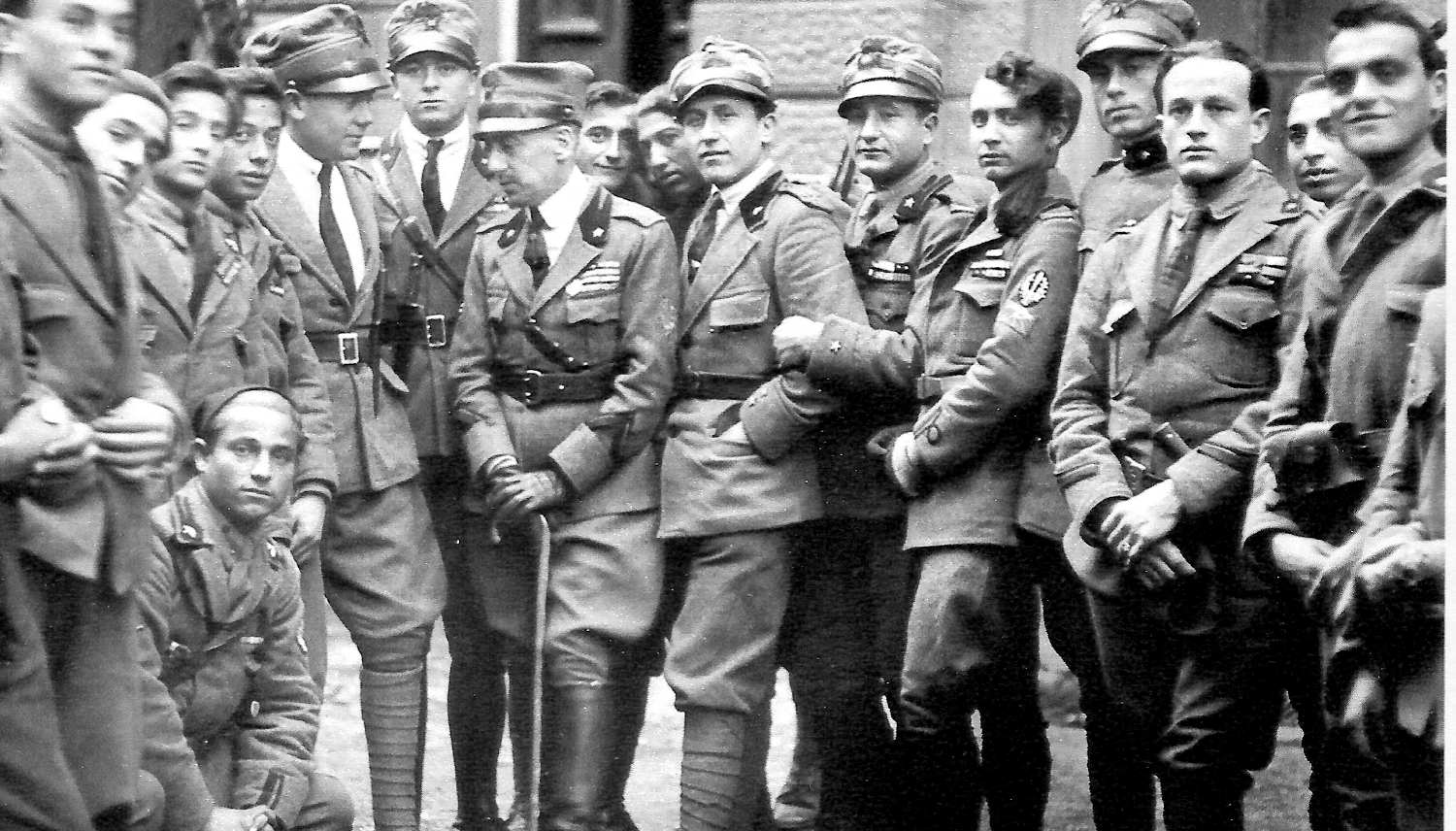
Gabriele D’Annunzio mit seinen Arditi in Fiume (1919)

Während der Pariser Friedenskonferenz einigten sich im August 1919 die Premierminister Frankreichs und Großbritanniens, Georges Clemenceau und Lloyd George, mit dem italienischen Außenminister Tommaso Tittoni darauf, Fiume als Freie Stadt unter Aufsicht des Völkerbundes zu stellen. Sie warteten nur noch auf die Zustimmung des US-Präsidenten Wilson. Am 12. September 1919 besetzten jedoch 2500 italienische Freischärler – genannt Arditi – unter der eigenmächtigen Führung des italienischen Nationalisten und Schriftstellers Gabriele D’Annunzio die Stadt, gegen den Willen der italienischen Regierung. D’Annunzio wollte mit dem Status von Fiume (Rijeka) als italienischer Stadt vollendete Tatsachen schaffen und so verhindern, dass die Stadt dem Königreich der Serben, Kroaten und Slowenen (SHS-Staat, dem späteren Jugoslawien) zugesprochen werden könnte.
Als Italien die Stadt nicht annektierte, rief D’Annunzio die „Italienische Regentschaft am Quarnero“ aus, die man als wichtigen Vorläufer des faschistischen Systems ansehen kann; er selber übernahm das Stadtkommando. Der Ausnahmezustand wurde verhängt und eine Politik der Massenmobilisierung in Gang gesetzt. Die italienische Regierung blieb gegenüber D’Annunzios Besetzung zurückhaltend, einzig die Faschisten stellten sich hinter ihn: Deren Anführer Benito Mussolini unterstützte D’Annunzio bei seinem Vorhaben. D’Annunzio sah in dem italienischen Faschisten Mussolini trotz einiger Differenzen den Erfüller seiner schwärmerischen nationalistischen Ideen und diente diesem umgekehrt als Vorbild. In Fiume wurden Rituale eingeübt, die später die Faschisten übernahmen: Die Funktionsweisen der Ästhetik des Faschismus, die die Massen in ihren Bann zog, wurden in Fiume erstmals angewendet und von D’Annunzio erprobt.

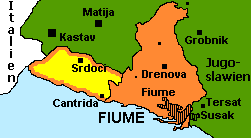
Freistaat Fiume 1920–1924, orange: altes Stadtgebiet, gelb: 1920 angeschlossene Orte

Am 12. November 1920 kam der Grenzvertrag von Rapallo zwischen Italien und dem SHS-Königreich zustande, bei dem die Stadt (einschließlich des Hinterlandes) zum unabhängigen Freistaat Fiume erklärt wurde. Aber D’Annunzio zog eine italienische Besetzung vor und konnte erst durch den Einsatz eines italienischen Kriegsschiffes zu Weihnachten 1920 zum Rückzug bewegt werden. Es kam in der Stadt zu Unruhen, im März 1922 kam es sogar zu einem Putsch der lokalen Faschisten.

### Italienische Herrschaft und Zweiter Weltkrieg
Der Freistaat wurde im Vertrag von Rom (Freundschaftsvertrag zwischen Italien und dem SHS-Staat) am 27. Januar 1924 aufgelöst und sein Territorium aufgeteilt: Die Stadt kam an Italien, die Nachbarstadt Sušak fiel an das SHS-Königreich. Die Hafenverwaltung wurde gemeinsam ausgeführt. Fiume (Rijeka) hatte zu dieser Zeit 46.264 Einwohner, 28.911 waren Italiener und 10.927 Jugoslawen.
Mit den Wahlen 1924 setzte sich der Faschismus in ganz Italien und damit auch in Fiume als vorherrschende politische Ideologie durch. Eine sogenannte Italianisierung wurde in Fiume und Umgebung angestrebt, d. h. Kroaten und andere Nicht-Italiener wurden assimiliert oder vertrieben, Linke wurden vertrieben und auch eingesperrt, zudem wurde die kroatische Sprache verboten. Viele Kroaten wanderten schließlich in den SHS-Staat aus. Italien förderte die Einwanderung von Italienern in diese Region.
Der Hafen wurde zweigeteilt, die umgeschlagene Warenmenge fiel auf ein Tief. Der Hafen von Sušak wurde dem Unabhängigen Staat Kroatien zugeschlagen. Er war zwar rund sechsmal kleiner als der italienische Teil, aber die umgesetzte Menge gleich hoch. Rijeka trat in eine Epoche intensiver Italianisierung ein und ging ökonomisch zugrunde, denn es wurde zu einer provinziellen Grenzstadt eines Staates.
Während der deutsch-italienischen Besetzung Jugoslawiens 1941 kam die Umgebung der Stadt unter italienische Besatzung (Zona Fiumano-Kupa). Nicht-Italiener wurden teilweise enteignet und aus der Stadt Rijeka verwiesen. Nach der Kapitulation Italiens im September 1943 wurden Rijeka und Umgebung in das Adriatische Küstenland eingegliedert und gelangten so bis 1945 unter deutsche Besetzung. Am Ende des Zweiten Weltkriegs zerstörte die deutsche Wehrmacht 50 % der Lagerhäuser sowie die Verankerungen des Hafens. In der Stadt selbst gab es dabei ebenfalls einige kleinere Zerstörungen, nachdem es zuvor bereits durch anglo-amerikanische Luftangriffe größere Schäden gegeben hatte.

### Nach dem Zweiten Weltkrieg
Am Ende des Zweiten Weltkriegs waren etwa 80 Prozent der Bevölkerung Italiener. Trotzdem wurde die Stadt 1947 auf Geheiß der alliierten Siegermächte an die Volksrepublik Jugoslawien abgetreten. Durch eine Volksabstimmung wurden zudem die Städte Sušak und Rijeka wieder eine geeinte Stadt. Damit endete die 21-jährige Zugehörigkeit zu Italien. Jugoslawien wies nach italienischen Angaben über 300.000 Italiener aus. Als Grund für die Ausweisung der Italiener wird die Nichtannahme der jugoslawischen Staatsangehörigkeit genannt. Die meisten Flüchtlinge kamen aus Rijeka und Umgebung, aber auch aus Istrien und Dalmatien. Historisch gesehen ist dies nicht der einzige Grund für den Exodus der Italiener. Viele Italiener fürchteten die Rache der slawischen Einwohner, die unter einer Politik der slavofobia (Slawenangst) zu leiden gehabt hatten, und verließen Rijeka und damit auch Jugoslawien. Die ausgewiesenen Italiener wurden zum Teil in der Region von Triest angesiedelt, viele Italiener waren erst nach 1920, gefördert von der italienischen Regierung, in die Stadt und in ihre Region gekommen. Die Kroaten, die zuvor von den Italienern vertrieben worden waren, kehrten in die Stadt zurück.
In der Folgezeit wurde Rijeka zu einem transittouristischen Verwaltungs-, Handels-, Industrie-, Kultur- und Universitäts-Mittelpunkt. Die Revitalisierung der Altstadt begann in den 1960er Jahren nach Entwürfen des einheimischen Architekten Igor Emili. Dabei wurde auch die Burg von Trsat komplett renoviert. 1973 wurde Rijeka Universitätszentrum. Der Sitz des Rektorats ist das ehemalige Rathaus von Sušak.

### Seit der staatlichen Unabhängigkeit Kroatiens
1991 erklärte sich Kroatien unabhängig von Jugoslawien. Während des anschließenden Krieges kam Rijeka und die Umgebung ohne große Schäden davon. Der nächste Frontabschnitt lag ca. 70 km in der Region Lika entfernt bei denen viele Freiwillige aus der Stadt an den dortigen Gefechten teilnahmen. Später waren viele in ganz Kroatien an den Kämpfen beteiligt bei denen insgesamt 16 Menschen aus Rijeka ums Leben kamen. Viele Serben verließen die Stadt und ihre Umgebung, während viele Flüchtlinge aus den Kriegsgebieten Kroatiens und Bosniens hier aufgenommen wurden.
Seit der Unabhängigkeit ist die Bevölkerung der Stadt gesunken.
Durch verschiedene Reformen wurden in Kroatien die wichtigsten Bildungsinstitute in die Hauptstadt Zagreb verlagert. Verschiedene Fakultäten und Institutionen mussten nach Zagreb umziehen.
Österreich erhielt im Jahr 2000 in Rijeka einen Freihafen und Ungarn im Jahr 2001. Diese Maßnahme motivierte Firmen aus beiden Ländern, neue Standorte in Rijeka zu eröffnen.

## Politik

### Kommunalwahlen
Bei der Kommunalwahl vom 16. Mai 2021 waren 105.231 Bürgerinnen und Bürger in Rijeka wahlberechtigt und aufgefordert den neuen Gemeinderat sowie den neuen Bürgermeister zu wählen, wovon 39.509 Menschen ihr Wahlrecht nutzten. Dabei gab es insgesamt 38.795 (98,19 %) gültige und 714 (1,81 %) ungültige Stimmen. Bei einer Wahlbeteiligung von 37,55 % kam es zu folgendem Ergebnis:

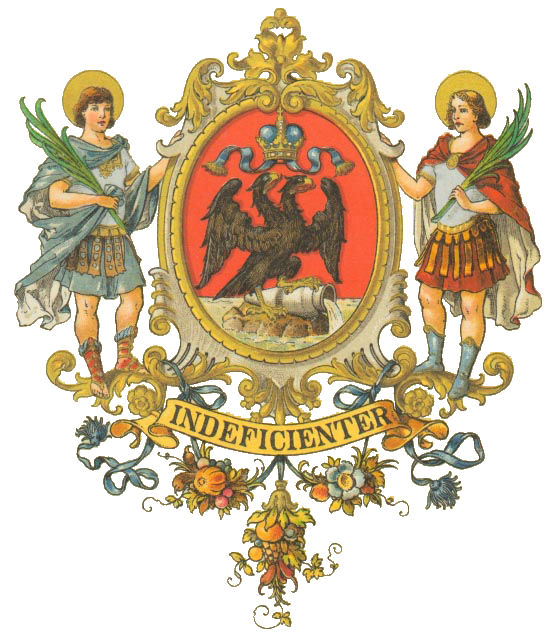
Wappen von Rijeka
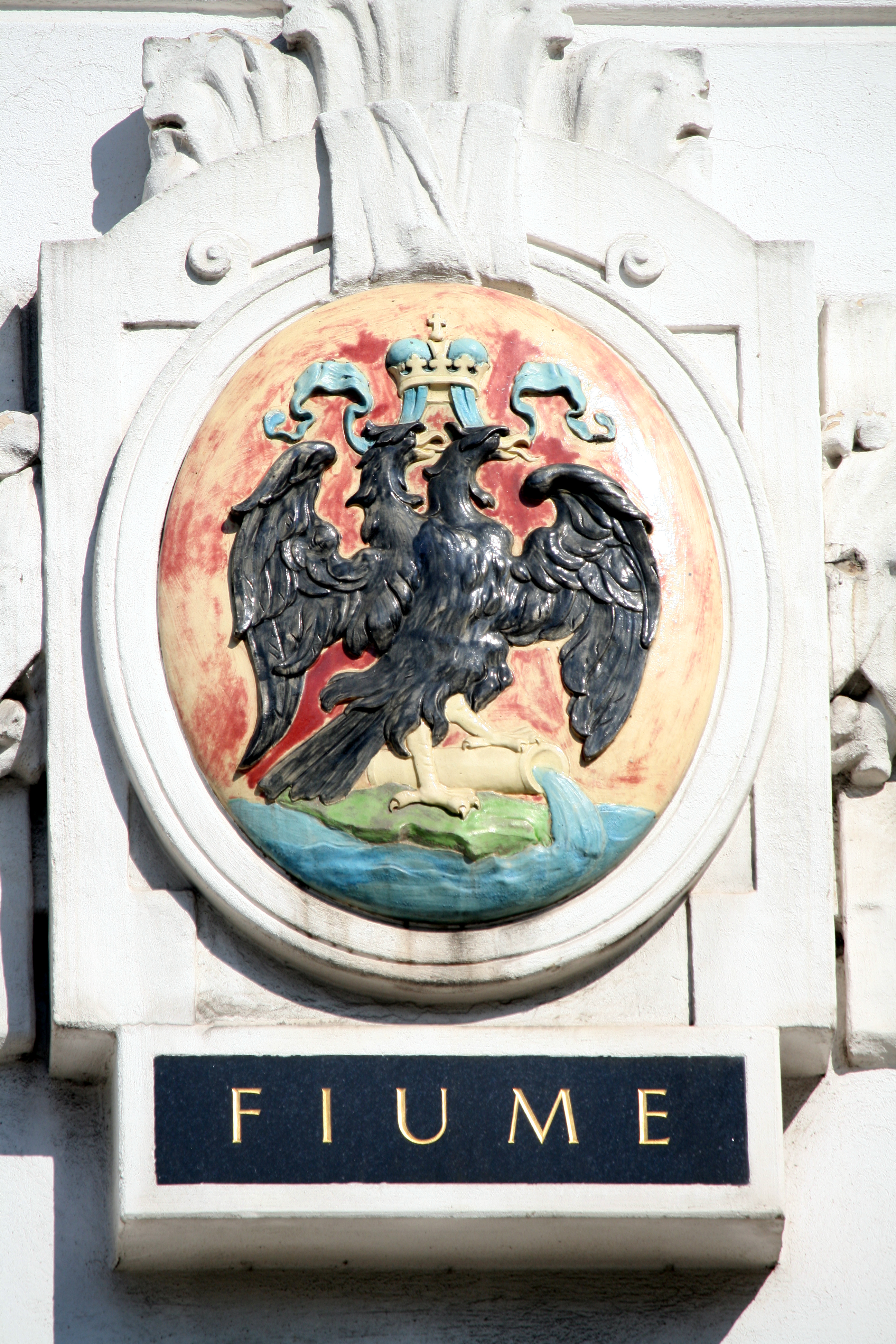
Wappen von Fiume auf dem einst von der Marinesektion des k.u.k. Kriegsministeriums genutzten Amtsgebäude Marxergasse 2 in Wien. Im amtlichen Gebrauch der k.u.k. Marine wurden die Namen in italienischer Sprache verwendet

| Parteien und Wählergemeinschaften | Parteien und Wählergemeinschaften | % 2021 | Stimmen 2021 | Sitze 2021 |
| SDP / HSU / IDS / HSS /           | Socijaldemokratska partija Hrvatske / Hrvatska stranka umirovljenika / Istarski demokratski sabor / Hrvatska seljačka stranka – Marko Filipović | 28,5   | 10.883       | 10         |
| HDZ                               | Hrvatska demokratska zajednica – Josip Ostrogovć                                                                                                | 16,30  | 6.325        | 6          |
| KLGB                              | Kandidacijska lista grupe birača – Davor Štimac                                                                                                 | 11,11  | 4.312        | 4          |
| MOST                              | Most nezavisnih lista | 10,38  | 4.030        | 4          |
| PGS                               | Primorsko goranski savez – Nikola Ivaniš | 8,62   | 3.348        | 3          |
| Možemo! / NL                      | Možemo! / Nova ljevica – Nebojša Zelič | 7,64   | 2.964        | 2          |
| AM / UNIJA / ALTERNATIVA          | Akcija mladih / Unija Kvarnera / Alternativa 101 – Vedran Vivoda                                                                                | 5,58   | 2.168        | 2          |
| RI                                | Lista za Rijeku – Ana Blečić Jelenović | 4,95   | 1.921        | 0          |
| RF                                | Radnička fronta – Katarina Peović | 3,89   | 1.512        | 0          |
| DP / HSP                          | Domovinski pokret / Hrvatska stranka prava – Moris Hranj                                                                                        | 1,98   | 769          | 0          |
| BURA                              | Bura – Hrvoje Burić | 1,45   | 563          | 0          |
| Gesamt                            | Gesamt | 100    | 39.509       | 31         |
| Wahlbeteiligung                   | Wahlbeteiligung | 37,5 % | 37,5 %       | 37,5 %     |

### Bürgermeister
Bei der Wahl des Bürgermeisters im Mai 2021 waren die Einwohner in der Stadt Rijeka aufgerufen, ein neues Oberhaupt zu wählen. Marko Filipović erhielt für seine erste Amtszeit in einer Stichwahl 18.902 Stimmen (36,9 %).

### Wappen
Das Wappen der Stadt Rijeka wurde am 6. Juni 1659 von Leopold I., dem kroatischen König und Kaiser von Österreich, an die Stadt verliehen. Das Wappen ist etwas oval mit teilweise rotem Hintergrund und beinhaltet einen doppelköpfigen schwarzer Adler mit erhobenen Flügeln, der mit seinen goldenen Schnäbeln sowie seinen ausgestreckten roten Zungen nach links schaut. Dabei steht er mit seinen Beinen auf einem Felsvorsprung, mit seinem linken Fuß stehend auf einem von naturfarbenem liegenden Krug bei dem Wasser heraustritt und in einen Fluss mündet, während sein rechter Fuß auf dem Felsen verbleibt.

### Städtepartnerschaften

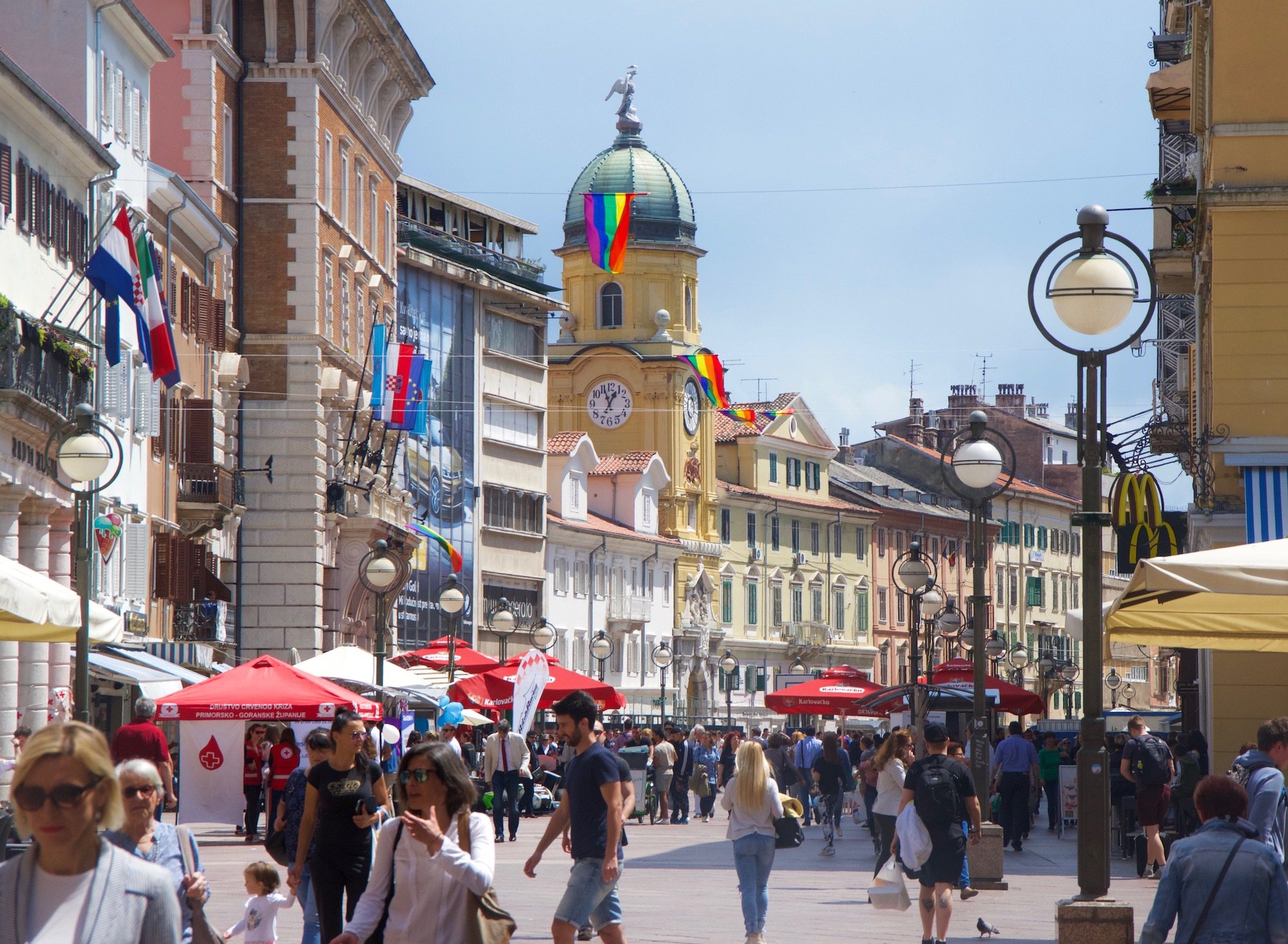
Korzo in der Stadt Rijeka

Rijeka unterhält Städtepartnerschaften mit folgenden Städten:
- Bitola, Nordmazedonien, seit 2009
- Burgas, Bulgarien, seit 2008
- Cetinje, Montenegro, seit 2010
- Csepel (Budapester Stadtbezirk), Ungarn, seit 1997
- Dalian, Volksrepublik China, seit 2006
- Faenza, Italien, seit 1983
- Danzig, Polen, seit 2015
- Gdynia, Polen, seit 2015
- Gomel, Belarus, seit 2016
- Karlsruhe, Deutschland, seit 2011
- Kawasaki (Kanagawa), Japan, seit 1977
- Ljubljana, Slowenien, seit 2001
- Neuss, Deutschland, seit 1990
- Ningbo, Volksrepublik China, seit 2010
- Novi Sad, Serbien, seit 2011
- Rom, Italien, seit 1974
- Rostock, Deutschland, seit 1966
- Triest, Italien, seit 2010
- Tuzla, Bosnien und Herzegowina, seit 2022
- Qingdao, Volksrepublik China, seit 1998

### Konsulate
In Rijeka befinden sich folgende zwölf Auslandsvertretungen:
- Albanien
- Bosnien und Herzegowina
- Dänemark
- Finnland
- Italien
- Marokko
- Nordmazedonien
- Norwegen
- Österreich
- Rumänien
- Schweden
- Serbien

## Bevölkerung

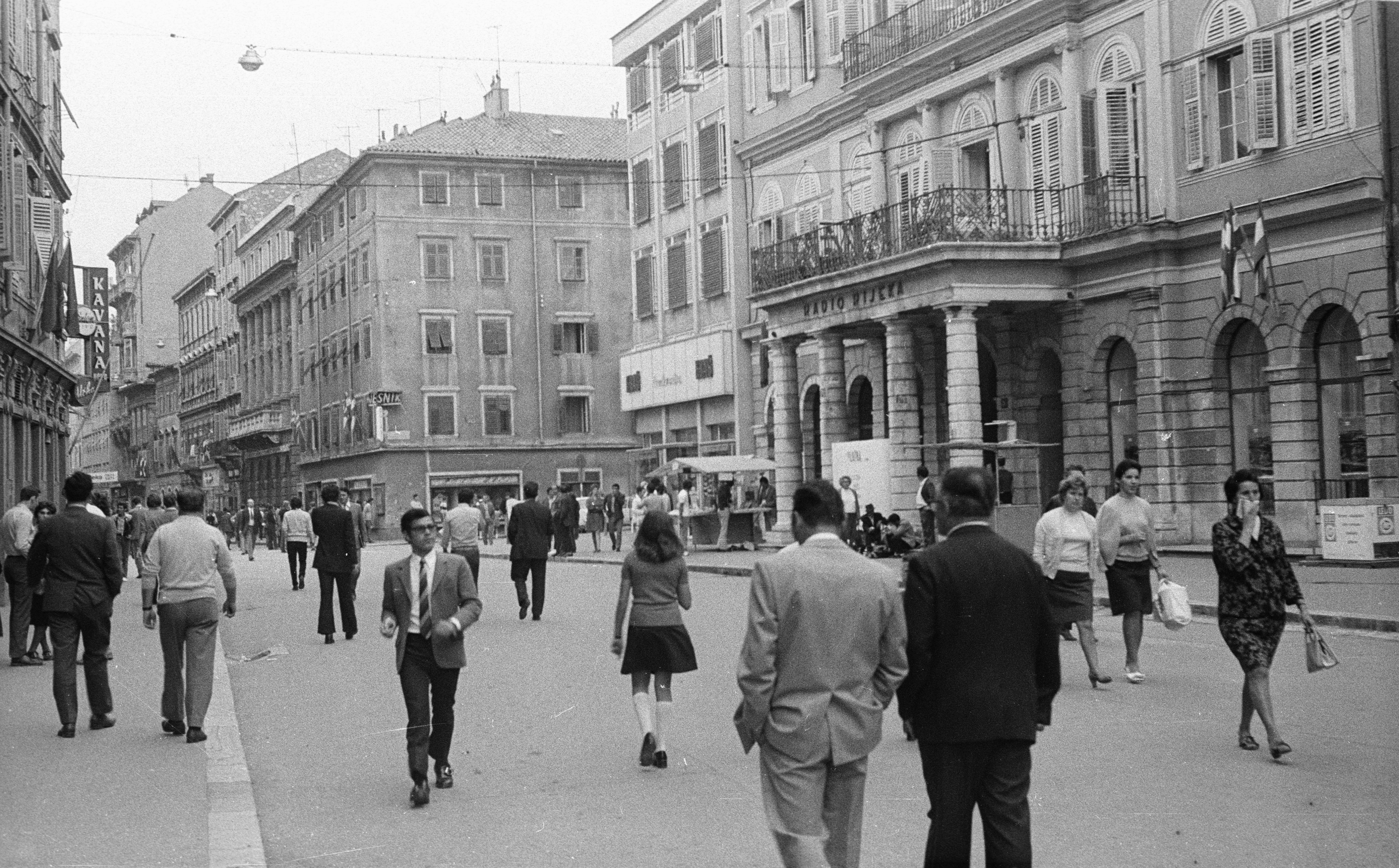
Das Korzo im Jahr 1971

Rijeka ist die drittgrößte Stadt Kroatiens (nach der Hauptstadt Zagreb und Split) und hatte 2011 bei der Volkszählung 128.624 Einwohner. Die Einwohnerzahl ist seit dem Ende des Kroatienkrieges 1995 gesunken: 2001 waren es noch 144.043 Einwohner gewesen, 1991 hatte Rijeka 164.075 Einwohner.
Die Bevölkerung setzte sich 2011 aus folgenden Nationalitäten zusammen: 82,52 % Kroaten, 6,57 % Serben, 2,06 % Bosniaken und 1,90 % Italiener.
Die Bevölkerungszahl hat sich seit 1880 folgendermaßen entwickelt:
| Bevölkerungsentwicklung | Bevölkerungsentwicklung | Bevölkerungsentwicklung | Bevölkerungsentwicklung | Bevölkerungsentwicklung | Bevölkerungsentwicklung | Bevölkerungsentwicklung | Bevölkerungsentwicklung | Bevölkerungsentwicklung | Bevölkerungsentwicklung | Bevölkerungsentwicklung | Bevölkerungsentwicklung | Bevölkerungsentwicklung | Bevölkerungsentwicklung | Bevölkerungsentwicklung | Bevölkerungsentwicklung | Bevölkerungsentwicklung |
| ----------------------- | ----------------------- | ----------------------- | ----------------------- | ----------------------- | ----------------------- | ----------------------- | ----------------------- | ----------------------- | ----------------------- | ----------------------- | ----------------------- | ----------------------- | ----------------------- | ----------------------- | ----------------------- | ----------------------- |
| 1857                    | 1869                    | 1880                    | 1890                    | 1900                    | 1910                    | 1921                    | 1931                    | 1948                    | 1953                    | 1961                    | 1971                    | 1981                    | 1991                    | 2001                    | 2011                    | 2021                    |
| 18597                   | 23880                   | 27904                   | 38959                   | 51419                   | 66042                   | 61157                   | 72111                   | 67088                   | 73718                   | 98759                   | 129173                  | 158226                  | 165904                  | 144043                  | 128264                  | 107155                  |

### Religion

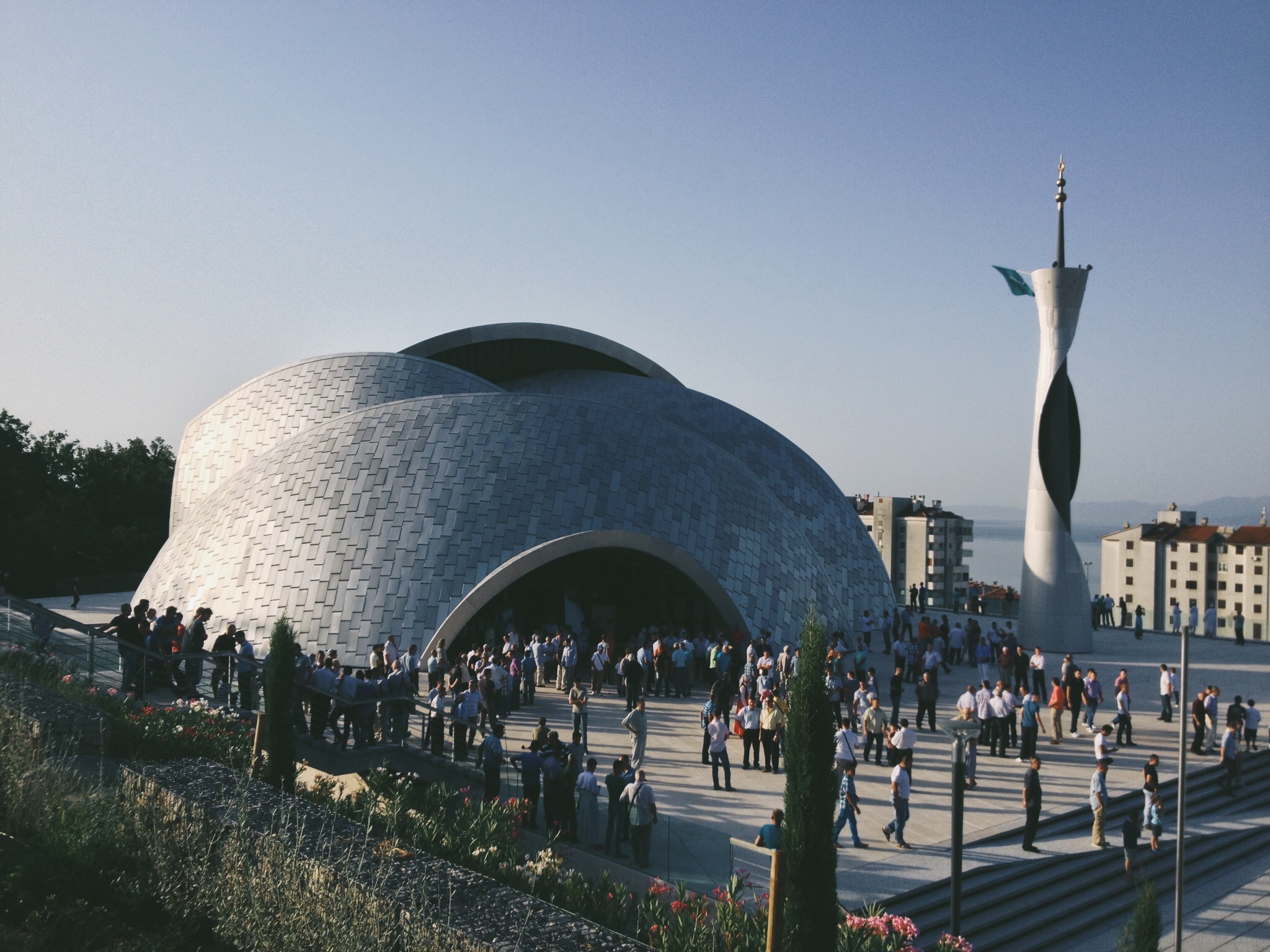
Blick auf die Moschee von Rijeka nach dem Gebet und der Predigt zum Fest des Fastenbrechens 2013

Die Kroaten sind mehrheitlich römisch-katholisch. In Rijeka gibt es eine Vielzahl religiöser Minderheiten; 71,96 % der Bewohner (hauptsächlich Kroaten und Italiener) bekennen sich zum römisch-katholischen Glauben, während serbisch-orthodoxe Christen 6,95 % der Bevölkerung Rijekas ausmachen. Daneben existieren noch eine islamische und eine jüdische Gemeinde. Während sich die Muslime auf eine eigene größere Moschee konzentrieren, haben die Juden ihre alte Synagoge rekonstruiert, sie dient wieder als Gebetsraum.

### Judentum

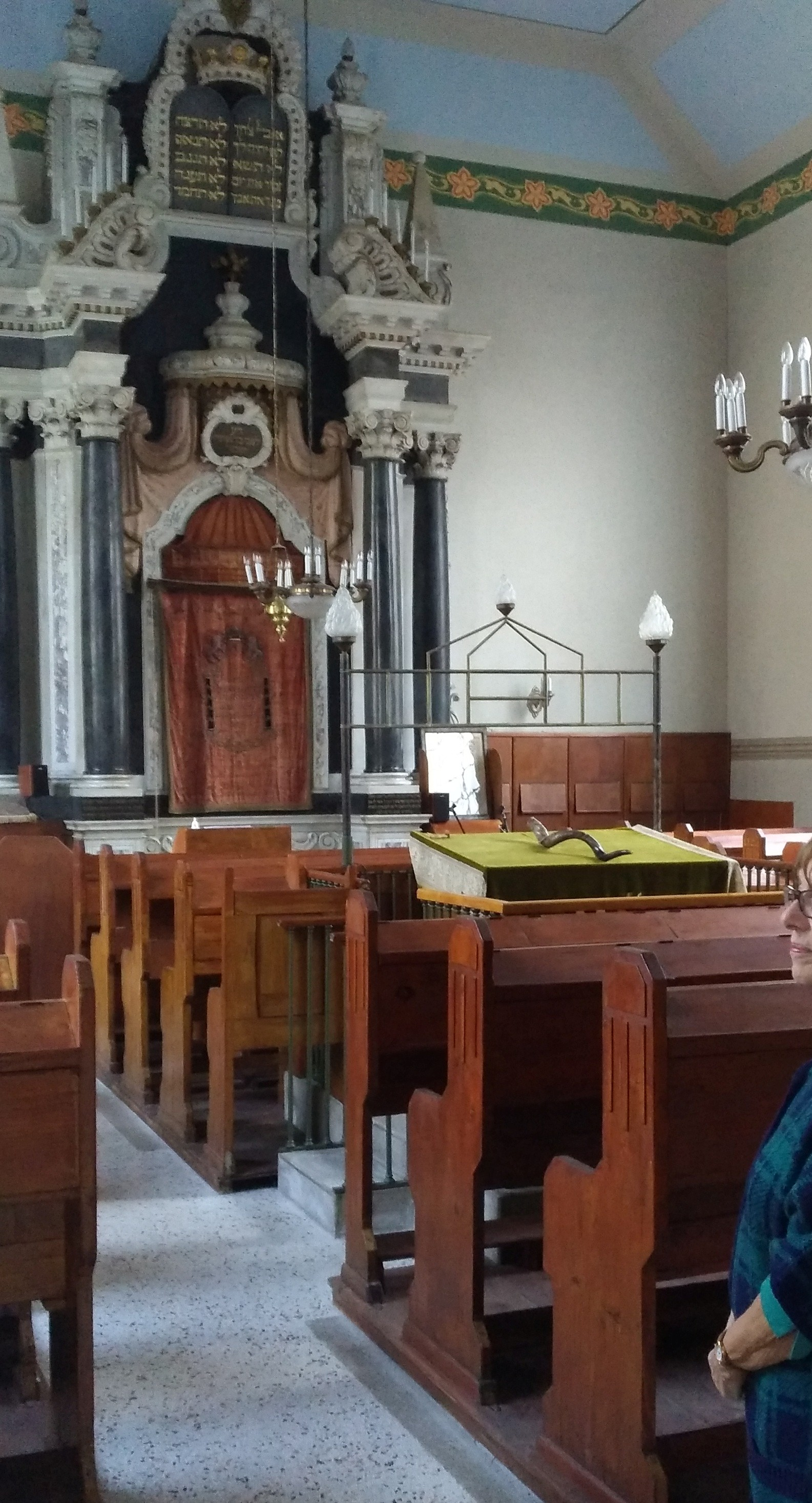
Innenansicht der Synagoge

Zum ersten Mal werden Juden im 1500 Jahrhundert in den Archiven der Stadt Rijeka erwähnt. Im Jahr 1441 kamen die ersten Juden aus der italienischen Provinz Pesaro und Urbino in der Region Marken und ließen sich als Kaufleute in der Stadt nieder. Während den Vertreibungen im Königreich Spanien im Jahr 1492 folgte eine Flüchtlingswelle und die dort vertriebene jüdische Bevölkerung floh in verschiedene Städte in das angrenzende und gegenüberliegende Habsburgerreich, unter anderem auch nach Rijeka und der damaligen Republik Ragusa.
Die jüdische Bevölkerung wuchs im 18. Jahrhundert weiter an und die jüdische Gemeinde in Rijeka wurde am 26. September 1781 gegründet. Weitere Einwanderungswellen im 19. Jahrhundert folgten zwischen 1835 und 1850 aus verschiedenen europäischen Ländern wie Österreich, Italien, Ungarn, Russland und Moldawien. Ende des 19. Jahrhunderts zählte die jüdische Gemeinde etwa 2.500 Personen.
Die Stadt gehörte seit 1924 zu Italien und als diese die italienische Rassengesetze im Jahr 1938 erlassen hatte, erhielt jeder jüdische Einwohner einen Bescheid, indem festgestellt wurde, dass er nach diesem Gesetz Jude war. Zu dieser Zeit wurden in der Provinz del Carnaro 1.362 Menschen zu den Juden gezählt und namentlich erfasst. In einer Polizeiliste befanden sich etwa 1.530 Namen, zu der auch Ehepartner und staatenlose Ausländer gehörten. Das Innenministerium des Königreichs Italien erließ am 18. Juni 1940 einen Haftbefehl gegen mehrere hundert Juden und brachte sie in einer Schule in der Stadt unter. In den Kriegsjahren während des Zweiten Weltkrieges wurden verhaftete Juden später zusammen mit Kroaten, Serben, Slowenen und jugoslawischen Partisanen über Triest in verschiedene Konzentrationslager gebracht. Insgesamt kamen während des Krieges 361 Menschen jüdischen Glaubens aus Rijeka ums Leben, davon wurden die meisten ermordet.
Die Zahl der Juden beläuft sich auf etwa 40 Personen offiziellen Angaben zufolge, inoffiziell leben noch in der Stadt zwischen 120 und 150 Personen (2020) von einst 4700 (1943).

### Sprache
Die Amtssprache ist Kroatisch. In Rijeka wird mehrheitlich Kroatisch gesprochen (čakavischer Dialekt). Viele, besonders ältere Einwohner beherrschen zusätzlich die italienische Sprache.
In der Vergangenheit war Italienisch die am häufigsten gesprochene Sprache. Nach der Volkszählung von 1890 sprachen von 29.494 Einwohnern 13.012 Italienisch, 6995 Illyrisch, 3766 Kroatisch, 2780 Slowenisch, 1495 Deutsch und 1062 Ungarisch.

## Kultur und Sehenswürdigkeiten
Ihre kulturelle Vielfalt, ihre historischen Attraktionen und ihre Bedeutung als wichtiger Hafen- und Industriestandort machen die Stadt attraktiv und zu einem Erlebnis für jeden Besucher. Rijeka erhielt im Jahr 2020 die Auszeichnung als Kulturhauptstadt Europas, was die kulturelle und historische Bedeutung der Stadt noch mehr betont.

### Kirchen und Klöster
- Die Kirche des heiligen Hieronymus befindet sich im westlichen Teil der Altstadt und wurde im 14. Jahrhundert erbaut, wo es dem Augustinerorden angehörte, der im Jahr 1315 in Rijeka gegründet wurde. Bis 1760 wurden dort Patrizier aus Rijeka sowie Mitglieder der Adelsfamilien Devinski und Walsee beigesetzt. Das kirchliche Bauwerk ist ein einschiffiges Längsgebäude im gotischen Stil, dessen Elemente bis heute erhalten geblieben sind. Nach dem Erdbeben im Jahr 1750 wurde die Kirche wieder aufgebaut und erhielt so ihren Barockstil, der sich am deutlichsten im Inneren und an der Westfassade zeigt. Aus der Zeit der Gotik sind die Strebepfeiler und die Wandverkleidung an der Süd- und Ostfassade der Kirche erhalten.[32]
- Zu Beginn des 17. Jahrhunderts kamen Jesuiten nach Rijeka und errichteten die Kathedrale des Heiligen Vitus, die dem Erzbistum Rijeka angehörte. Das Kirchengebäude wurde mit Mitteln der Spende der Gräfin Ursula von Thanhausen nach dem Projekt von Giacomo Briani erbaut, dem gleichen Architekten, der die Jesuitenkirche Santa Maria Maggiore in Triest entworfen hat. Der Grundstein für dieses Gebäude wurde am 15. Juni 1638 gelegt und der Bau wurde 1744 abgeschlossen. Das im Barockstil erbaute Gebäude hat einen zentralen Grundriss mit einem Gewölbe und einer Kuppel, die auf sechs starken monumentalen Säulen ruht, die durch Halbkreisbögen verbunden sind. Nördlich des zentralen Bereichs befindet sich das Heiligtum, während sich darüber ein Tambour mit Galerien befindet.[33]
- Die Kirche Mariä Himmelfahrt mit Glockenturm befindet sich in der Altstadt von Rijeka und stammt aus dem frühen Christentum, was archäologische Mosaikfunde und Überreste römischer Bäder aus dem 5. und 6. Jahrhundert belegen. Zu dieser Zeit wurde das Gebäude als frühchristlicher Kultraum benutzt und später auf den Fundamenten die romanische Kirche errichtet. Sie wurde erstmals im 14. Jahrhundert als Pfarrkirche erwähnt. Im Laufe der Jahrhunderte hat das Bauwerk zahlreiche Umgestaltungen und Umbauten erlebt. Bei dem Bau handelt es sich um eine dreischiffige Basilika mit einem rechteckigen Altarraum, dessen Tonnengewölbe auf gemauerten Säulen ruht, die durch Halbkreisbögen miteinander verbunden sind. Links vom Heiligtum befindet sich die Sakristei. Neben dem Hauptgebäude befindet sich ein Glockenturm mit quadratischem Grundriss.[34]
- Die Pfarrkirche der Heiligen Kosmas und Damian liegt im Zentrum des Stadtteils Sveti Kuzam, hat ein einziges Kirchenschiff, einen einfachen rechteckigen Grundriss, der mit einer polygonalen Apsis im Altarbereich endet und von einem Satteldach bedeckt ist, das etwas niedriger als der Bereich des Heiligtums ist. An der Südseite wurde ein Glockenturm mit quadratischem Grundriss, abgeschlossen durch eine halbrunde Kuppel mit Laterne, und eine Sakristei mit einfachem rechteckigem Grundriss mit einfach gedecktem Dach angebaut. Die Existenz einer Kirche an dieser Stelle wird bereits im Jahr 1080 erwähnt, und es ist sicher bekannt, dass sie 1735 abgerissen und dann eine neue errichtet wurde. Das heutige Aussehen stammt durch Renovierungen aus dem 19. Jahrhundert.[35]
- Die Allerheiligenkirche des heiligen Romuald befindet sich im Stadtteil Kozala östlich des Haupteingangs zum Friedhof. Dieses Gebäude wurde nach dem Projekt des Architekten Bruno Angheben erbaut und 1934 fertiggestellt. Die Kirche hat einen rechteckigen Grundriss und ihre Seitenfassade wird vom vertikalen Glockenturm dominiert. Beide Elemente befinden sich im Beinhaus, das zum Gedenken an die Gefallenen des Ersten Weltkriegs errichtet wurde. Die von jeglicher übermäßiger Verzierung befreite Kirche besteht aus weißem Kalkstein in Kombination mit Rechtecken aus erdfarbenem Putz, die die spitzen Fenster an den Seitenfassaden einrahmen. Das Stahlbetondach ist mit einem Kupferblech bedeckt. An der Gestaltung der architektonischen Dekoration waren viele Handwerker aus Rijeka beteiligt.[36]

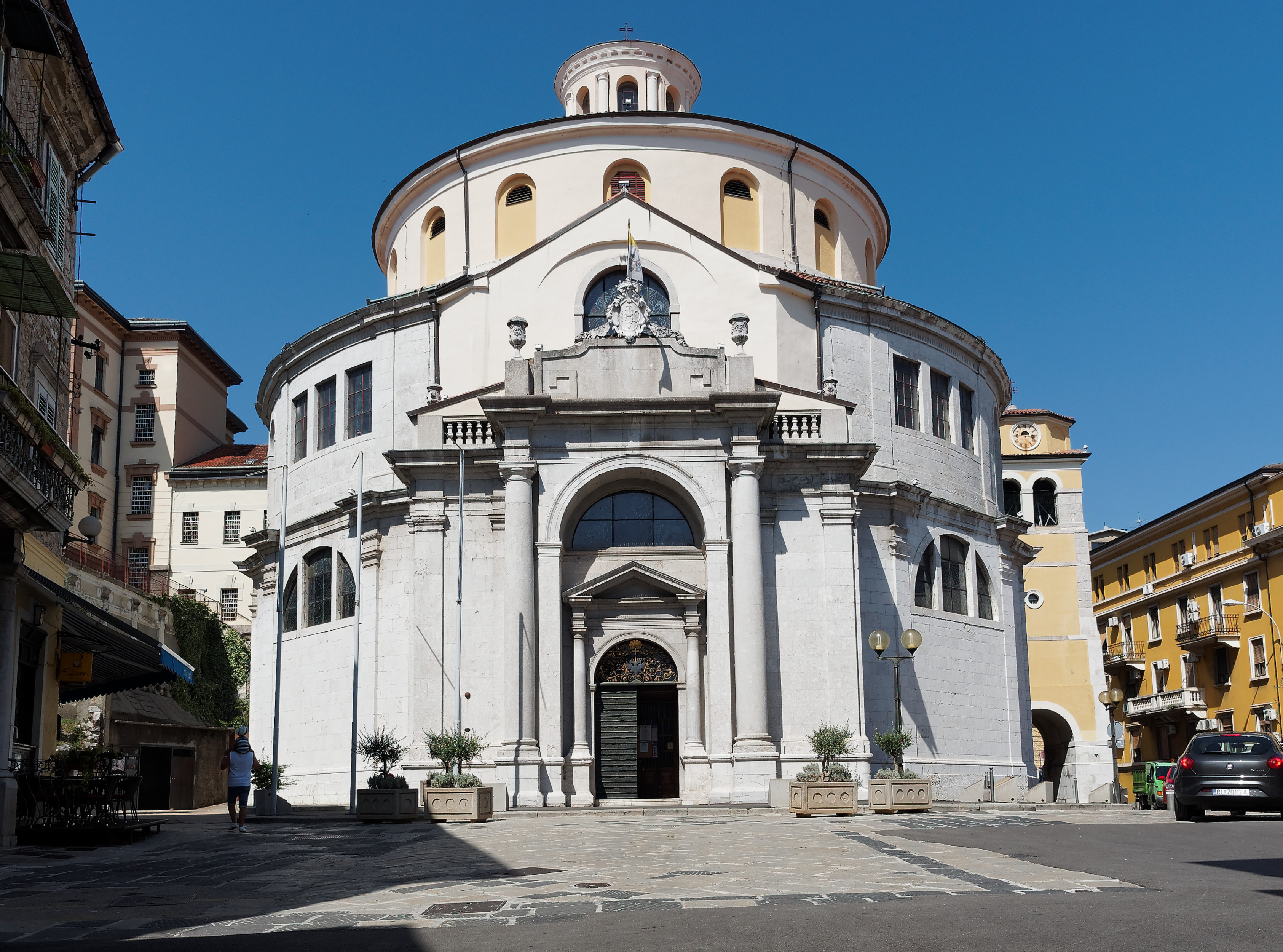
Dom des Heiligen Vitus
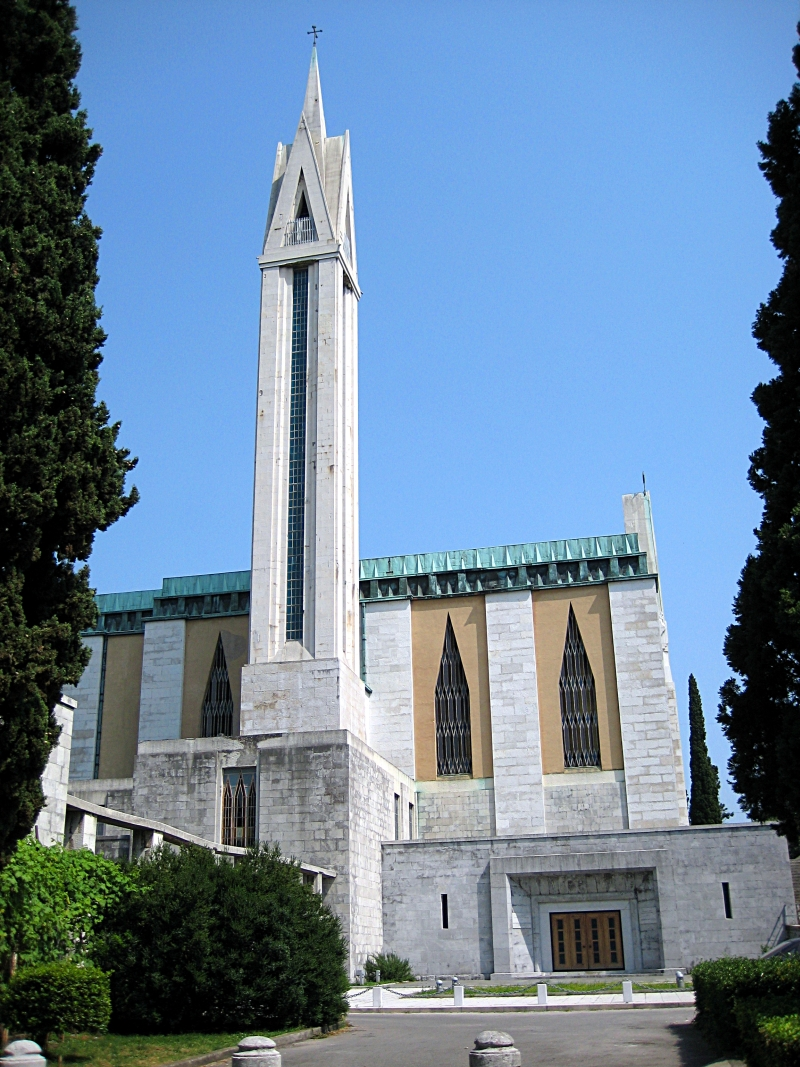
Die Allerheiligenkirche des heiligen Romuald
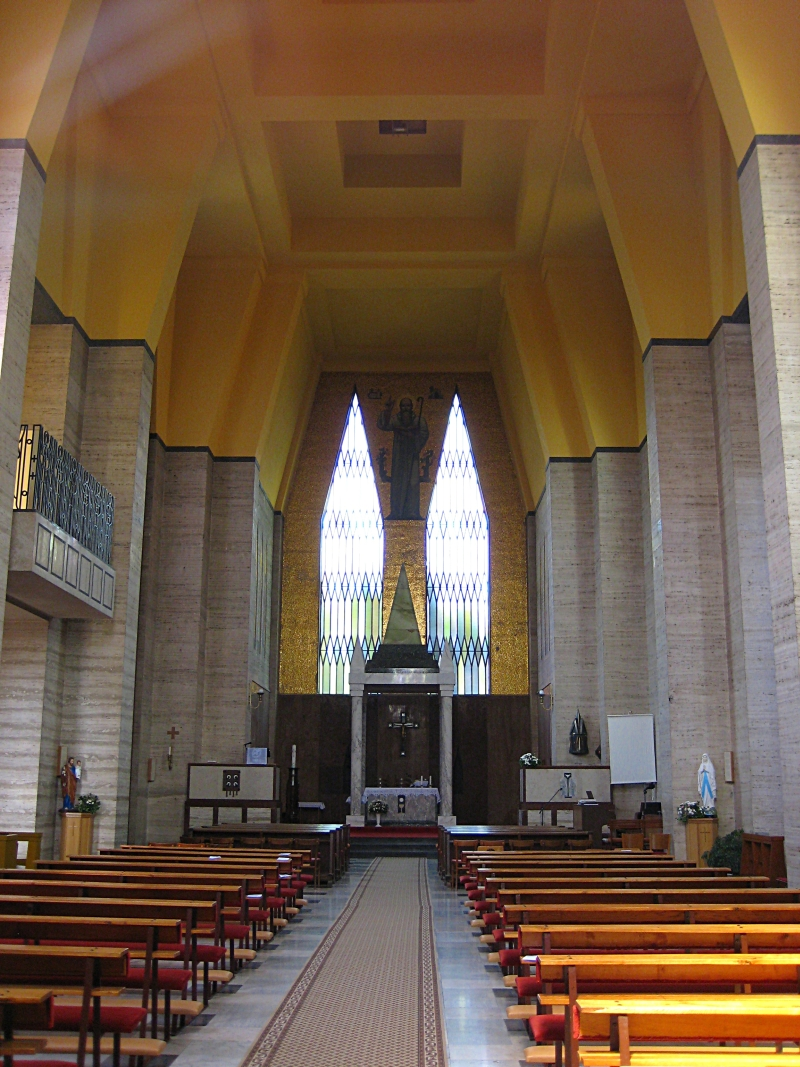
Innenansicht der Allerheiligenkirche
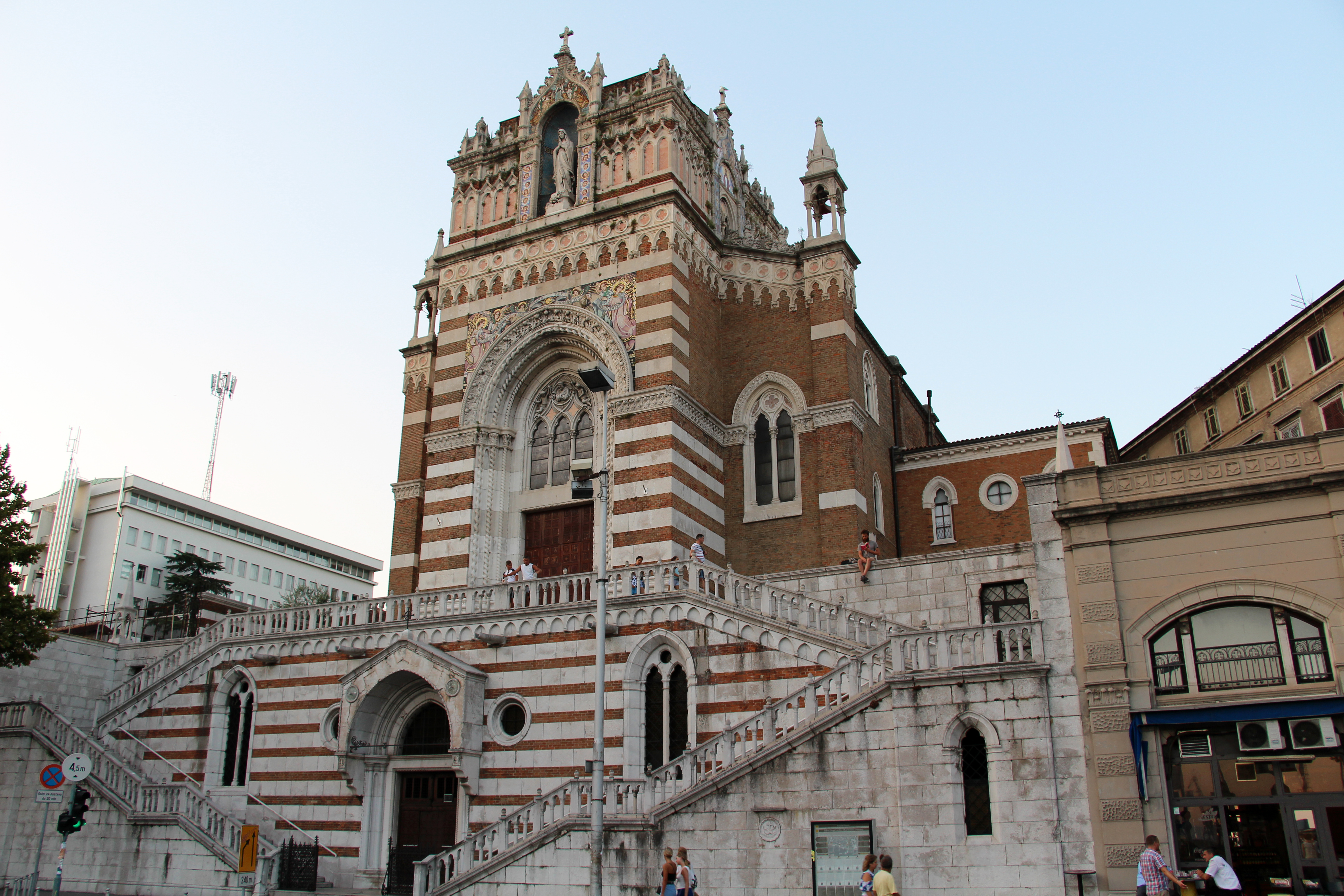
Kapuzinerkirche
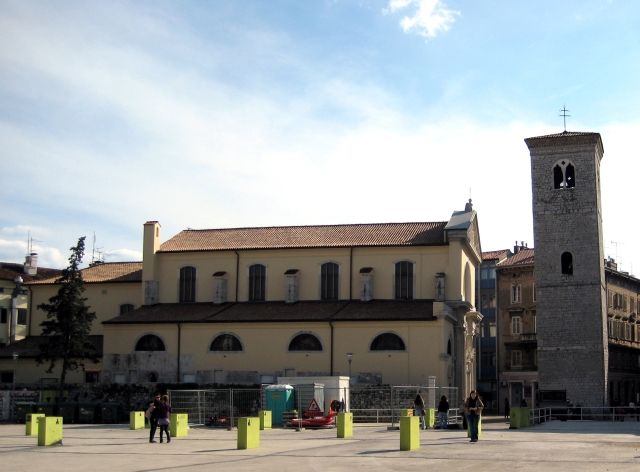
Kirche Mariä Himmelfahrt
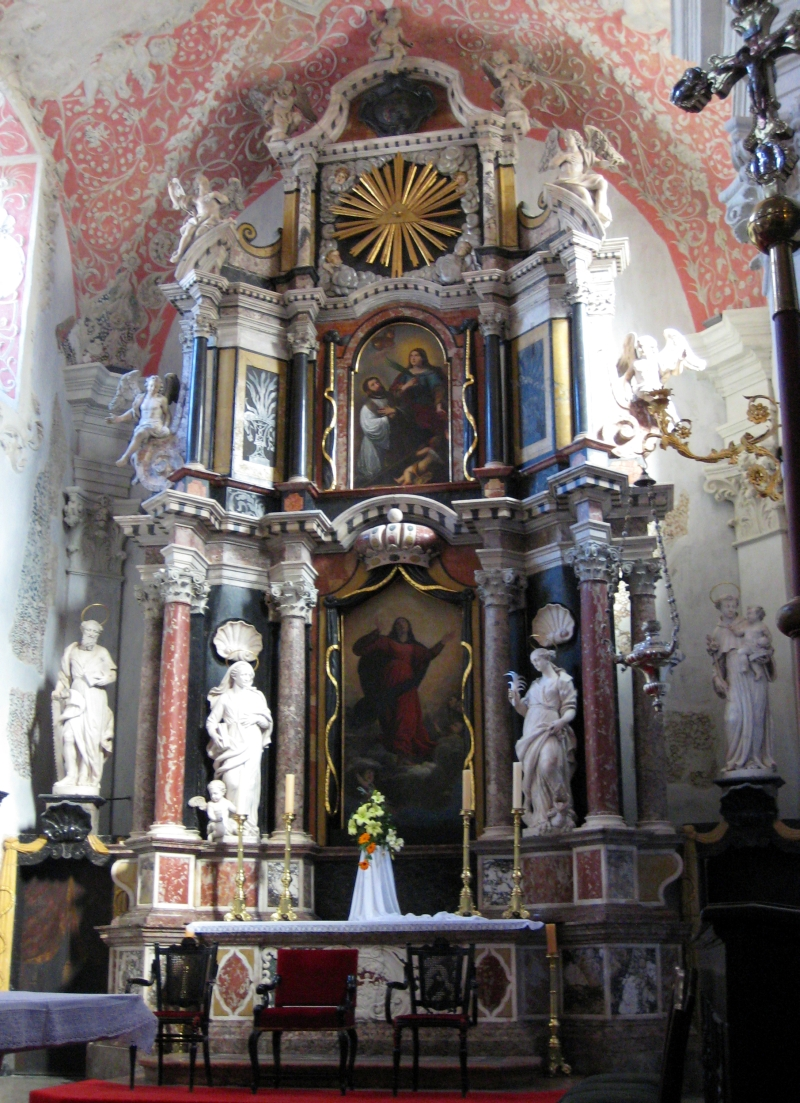
Altar der Kirche Mariä Himmelfahrt
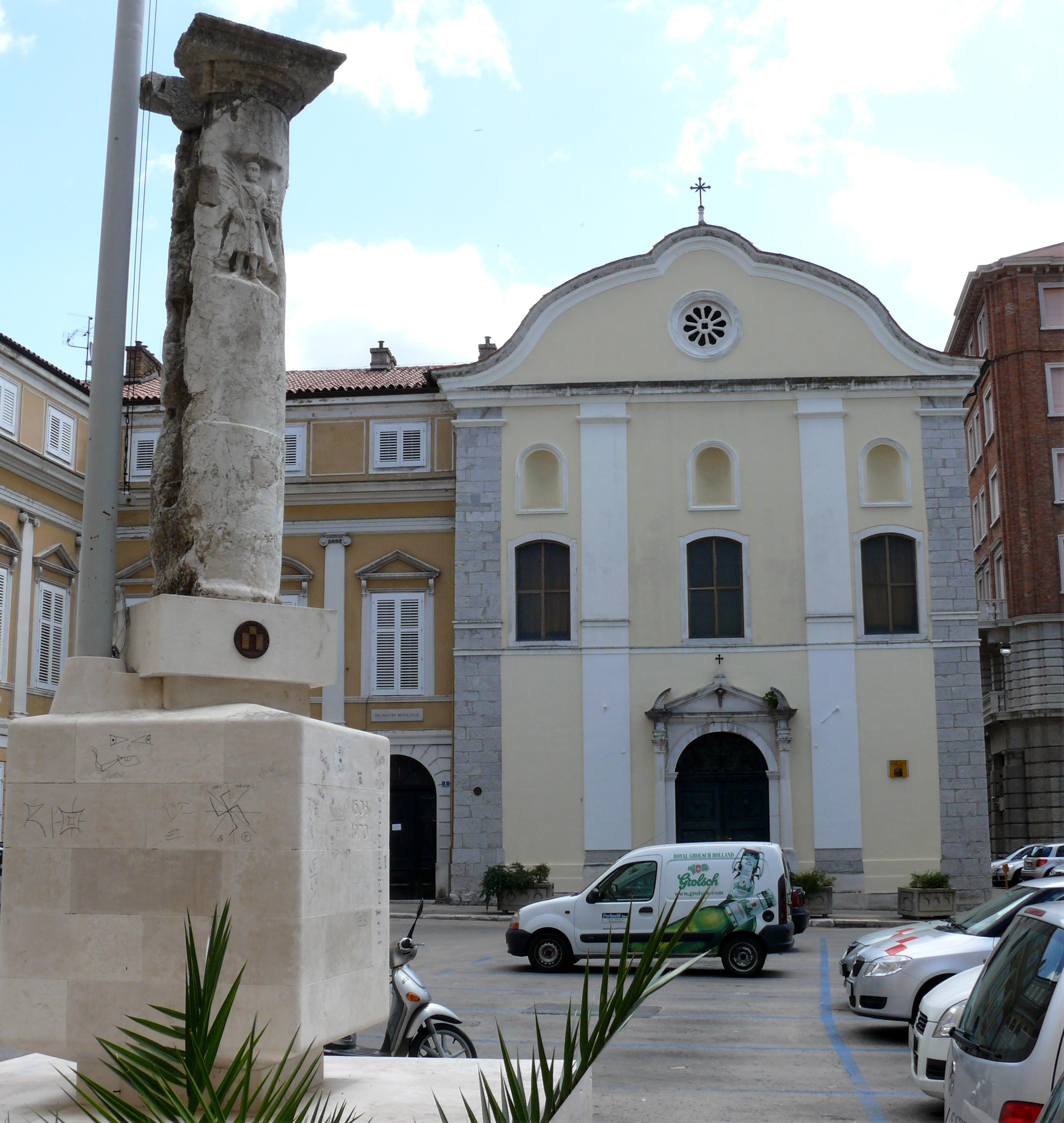
Kirche des heiligen Hieronymus

- Das Franziskanerkloster aus dem 15. Jahrhundert befindet sich im Stadtteil Trsat und die heutige zweischiffige Kirche, ursprünglich ein einschiffiges Gebäude, wurde im Stil des Barock errichtet. Der Glockenturm und die Fassade wurden bei der letzten Erweiterung der Kirche im Jahr 1824 errichtet. Östlich des Eingangs befindet sich ein großer Kreuzgang aus dem 17. Jahrhundert mit Wassertank. Der Kreuzgang ist mit einer Reihe von Fresken von Serafin Schön geschmückt. Die Votivkapelle wurde zu Beginn des 20. Jahrhunderts erbaut. Der kleine Kreuzgang befindet sich im Inneren des Klosterkreuzgangs. Das Klostergebäude verfügt über eine barocke Struktur mit einer reichen Bibliothek, einem Archiv und einer Schatzkammer sowie einem aufwendig dekorierten Sommerspeisesaal.[37]
- Das ehemalige Augustinerkloster und heute ein Dominikanerkloster wurde durch Hugo II. von Duino gegründet und im Jahr 1315 erstmals urkundlich erwähnt. Das heutige Aussehen und die Form stammen aus dem Jahr 1543. Einige seiner Teile sind Votivbauten aus der Gotik, daneben enthält es zwei Kapellen aus den Jahren 1450 und 1485. Der Kreuzgang selbst ist bis heute erhalten geblieben, wo sich zahlreiche Grabsteine und Gemälde aus verschiedenen Epochen der Geschichte befinden[38]
- Die Synagoge in Rijeka wurde 1930 nach dem Projekt von Angyala und Fabbra erbaut, zu einer Zeit, als die große örtliche Synagoge noch existierte, bevor sie 1944 abgerissen wurde. Die kleine Synagoge ist ein einschiffiger Längsbau, auch wenn ihre Fassade mit dem asymmetrischen Höhenspiel der drei Kuben und der markanteren Mittelerhebung eine dreischiffige Struktur vermuten lässt.[39]

### Paläste und Herrenhäuser
- Der Palast des Gouverneurs Lajos Batthyány wurde im Jahr 1896 nach den Plänen des ungarischen Architekten Alajos Hauszmann erbaut. Es befindet sich nordwestlich der Altstadt von Rijeka an einer sehr gut frequentierten Lage. Das pompöse Gebäude wurde im Stil der Neorenaissance errichtet und hat einen rechteckigen Grundriss mit einer akzentuierten Eingangshalle sowie einer Zufahrt. Im Inneren des Bauwerks befindet sich ein zweigeschossiges Atrium mit Oberlicht, um das sich zahlreiche Salons reihen.[40]
- Der Modello-Palast wurde 1885 nach dem Projekt des berühmten Wiener Architekturbüros Fellner und Helmer für die Cassa comunale di risparmio erbaut. An der Stelle dieses Gebäudes befand sich das alte Theater von Adamić. Das gleichnamige Gebäude existiert auch in Triest an der Piazza dell Unita und wurde nach dem Projekt des Architekten Giuseppe Bruni erbaut. Der Modello-Palast in Rijeka ist von hohem ästhetischen Wert, da er dem Zweiten Kaiserreich Frankreichs nachempfunden ist und in der Stadt eine nahezu einzigartige stilistische Anwendung darstellt, ebenso wie sein luxuriöses Mansardendach. Das Gebäude verfügt außerdem über ein repräsentatives Treppenhaus im Inneren.[41]
- Der monumentale Adria-Palast liegt direkt an der Uferpromenade von Rijeka und nimmt einen ganzen Häuserblock ein. Das Gebäude wurde von 1895 bis 1897 nach dem Projekt des Architekten Giacomo Zammatti erbaut, der später durch Francesco Mattiassi ersetzt wurde. Es hat einen rechteckigen Grundriss, ist freistehend und dominiert mit seinen repräsentativen Fassaden den Adriatischen Platz (Jadranski trg) und den Küstenabschnitt im Süden, wo sich der Haupteingang des Palastes befindet. Stilistisch wird er als eklektischer Historismus definiert, in dem sich Elemente des Neobarock und der Neorenaissance vermischen. Das Gebäude verfügt über einen erhaltenen Innenhof mit einem schmiedeeisernen Zaun und ionischen Säulen.[42]

### Festungen
- Die Burg Trsat gehörte im Mittelalter zur Grafschaft und Pfarrei Vinodol und war von 1225 bis 1670 im Besitz der Frankopanen, später gehörte sie der ungarischen Kammer. Sie befindet sich im gleichnamigen Stadtteil und thront über der Stadt Rijeka mit einem imposanten Ausblick über die Kvarner-Bucht. Viele Elemente der mittelalterlichen Architektur sind teilweise erhalten. Die Burg ist umgeben von Mauern und Türmen mit einem umschlossenen Innenhof. Ein Wasserreservoir und ein Eingang mit einer Zugbrücke aus dem Jahr 1826 sind ebenfalls noch vorhanden. Die Burg wurde vom österreichischen Feldmarschall Laval Nugent Anfang des 19. Jahrhunderts gekauft und im Geiste des neugotischen Designs von Giacomo Paronuzzi renoviert.[43]

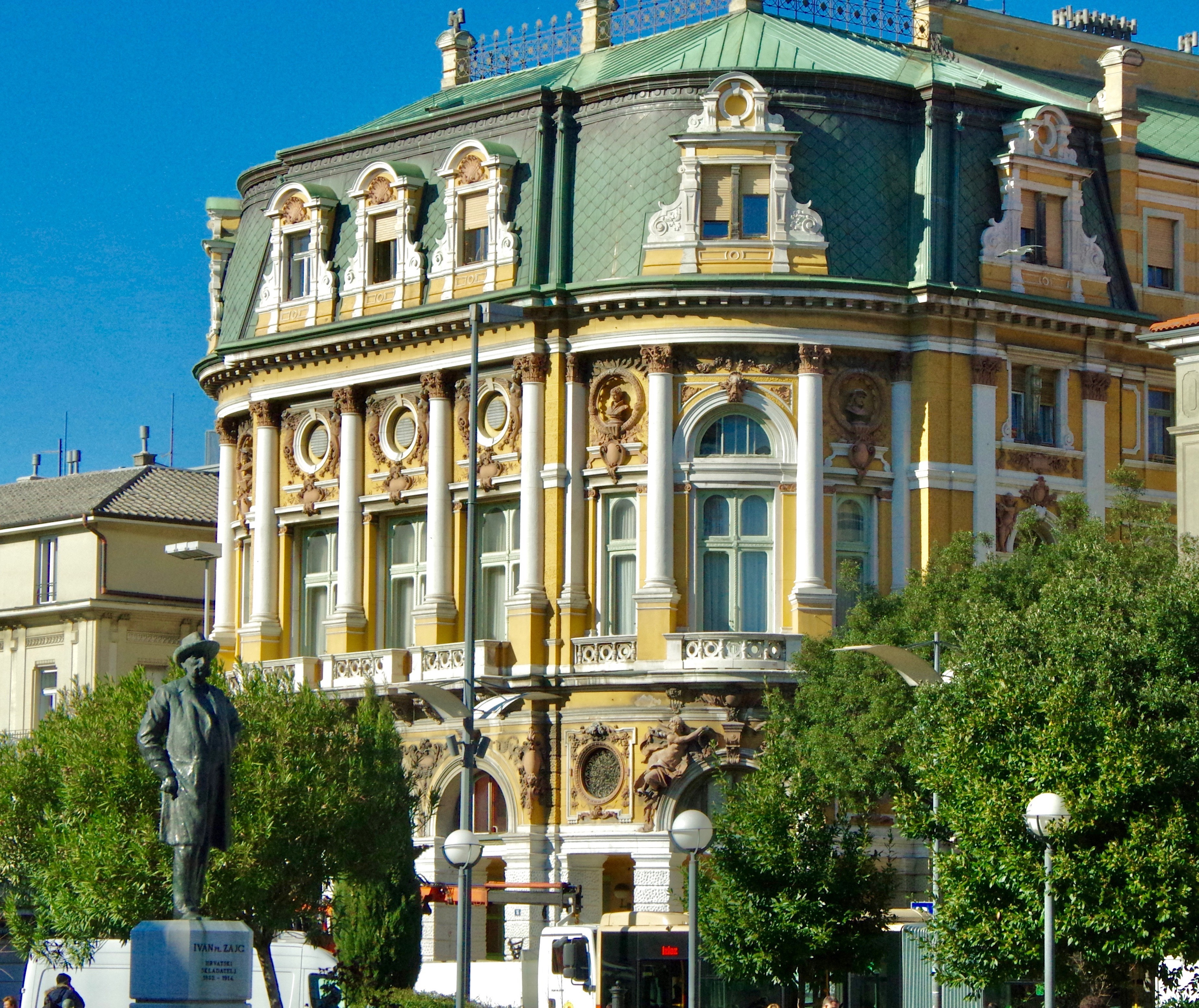
Modello-Palast
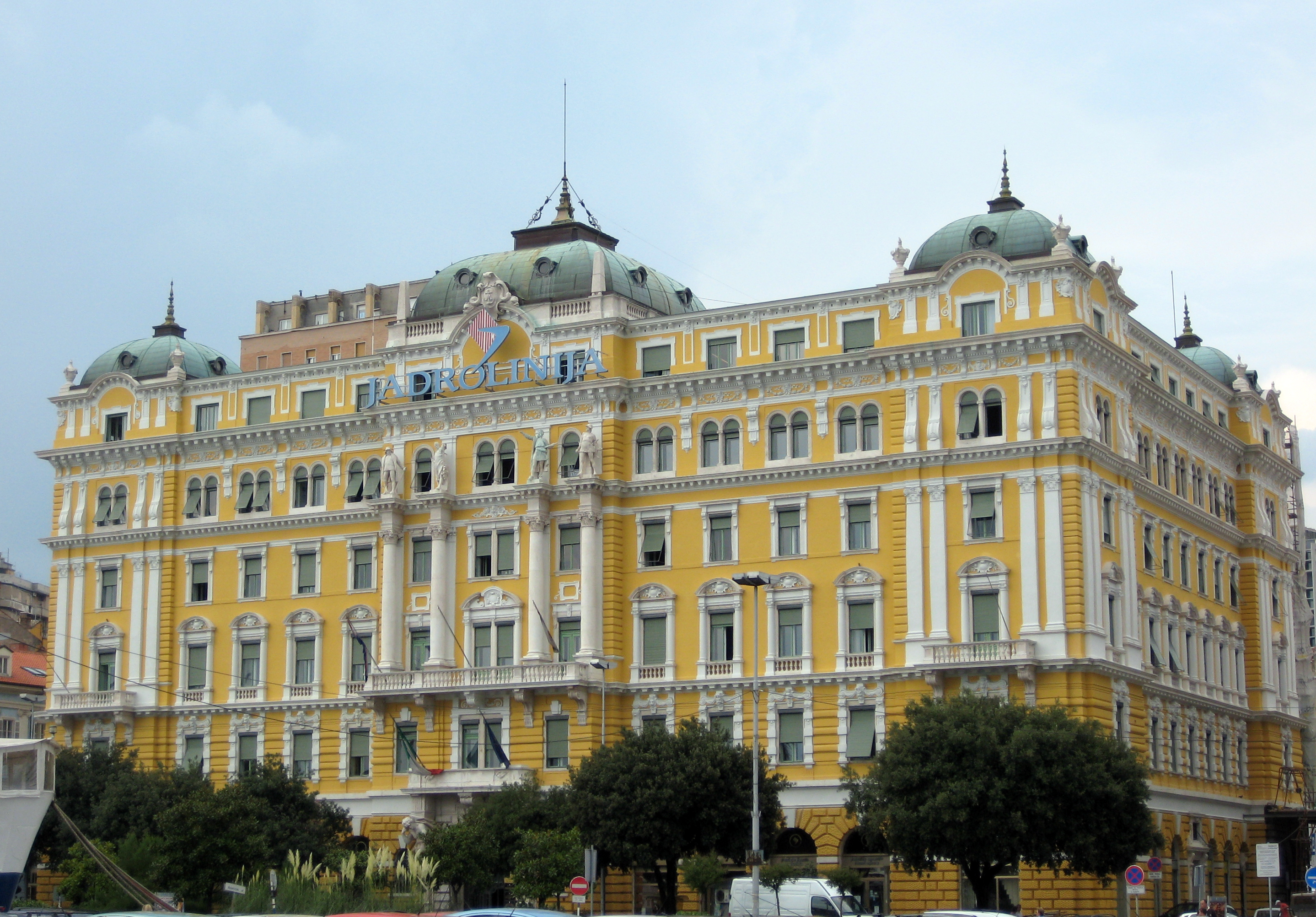
Palast Adria
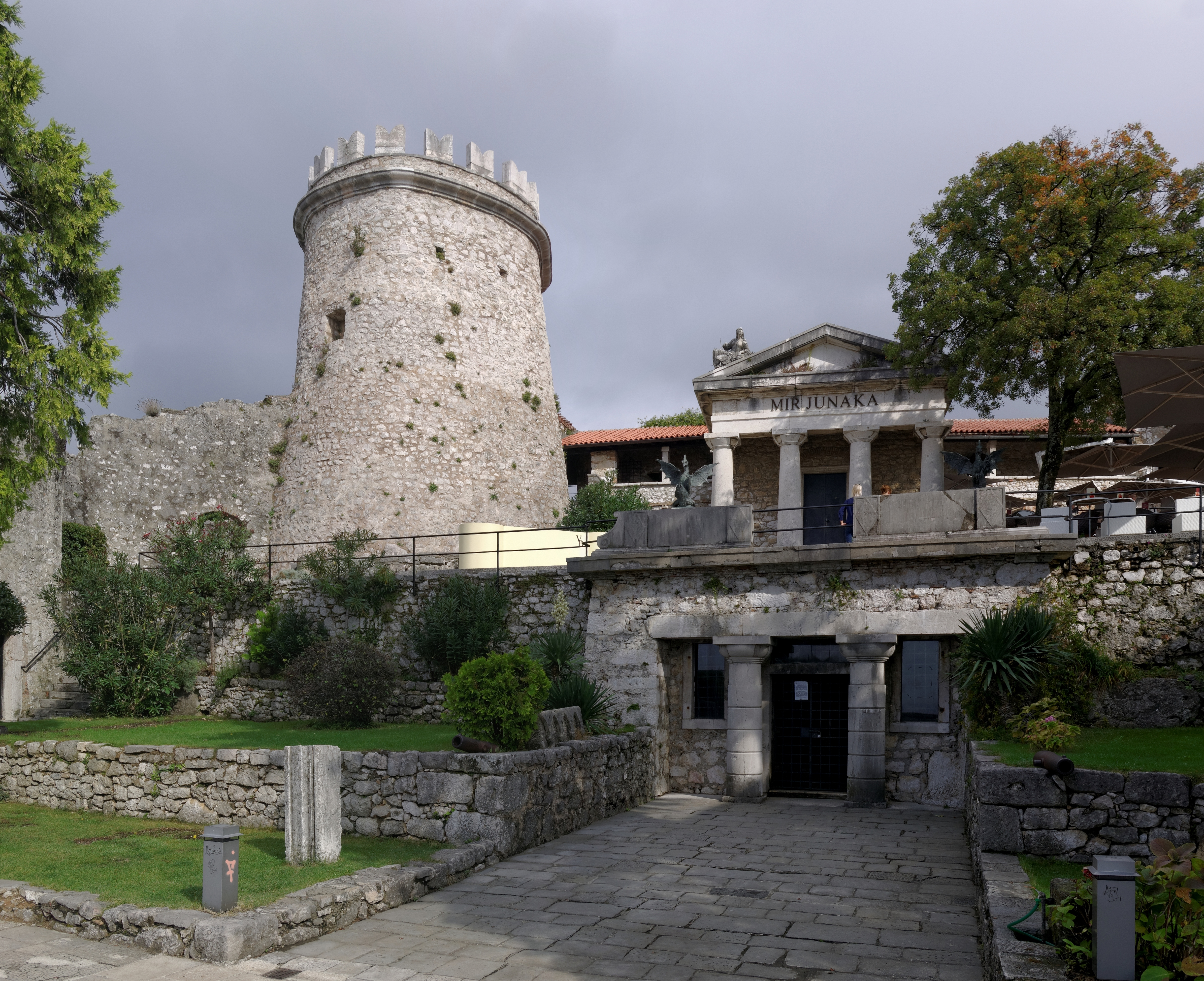
Burg Trsat
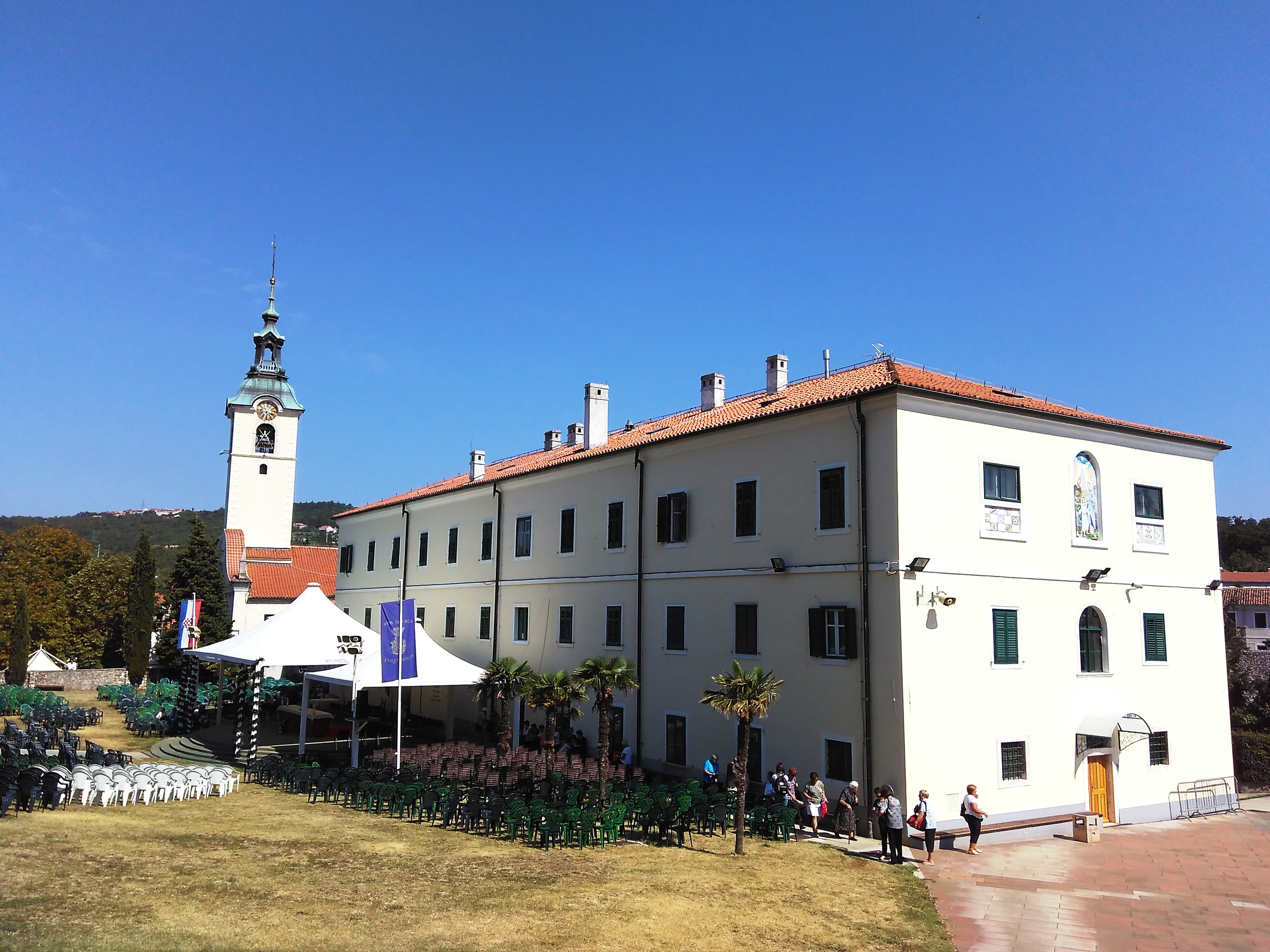
Franziskanerkloster
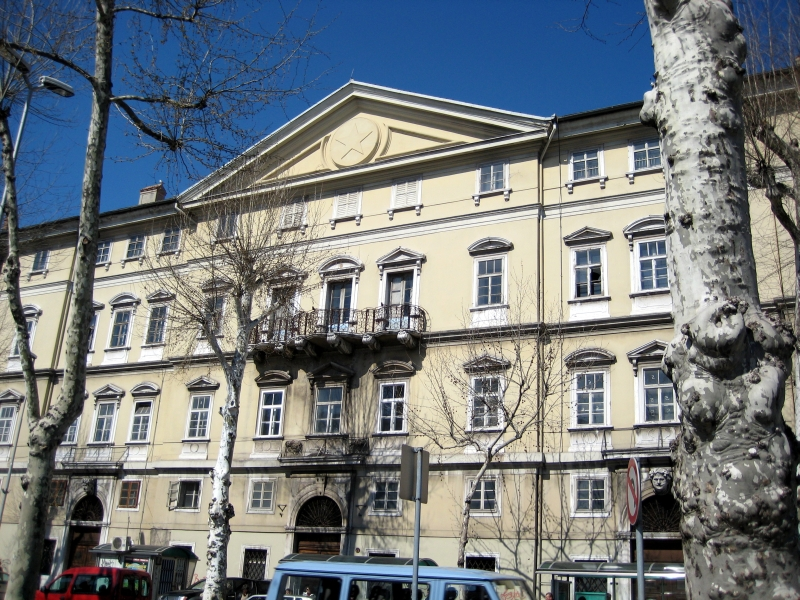
Ehemalige Zuckerfabrik
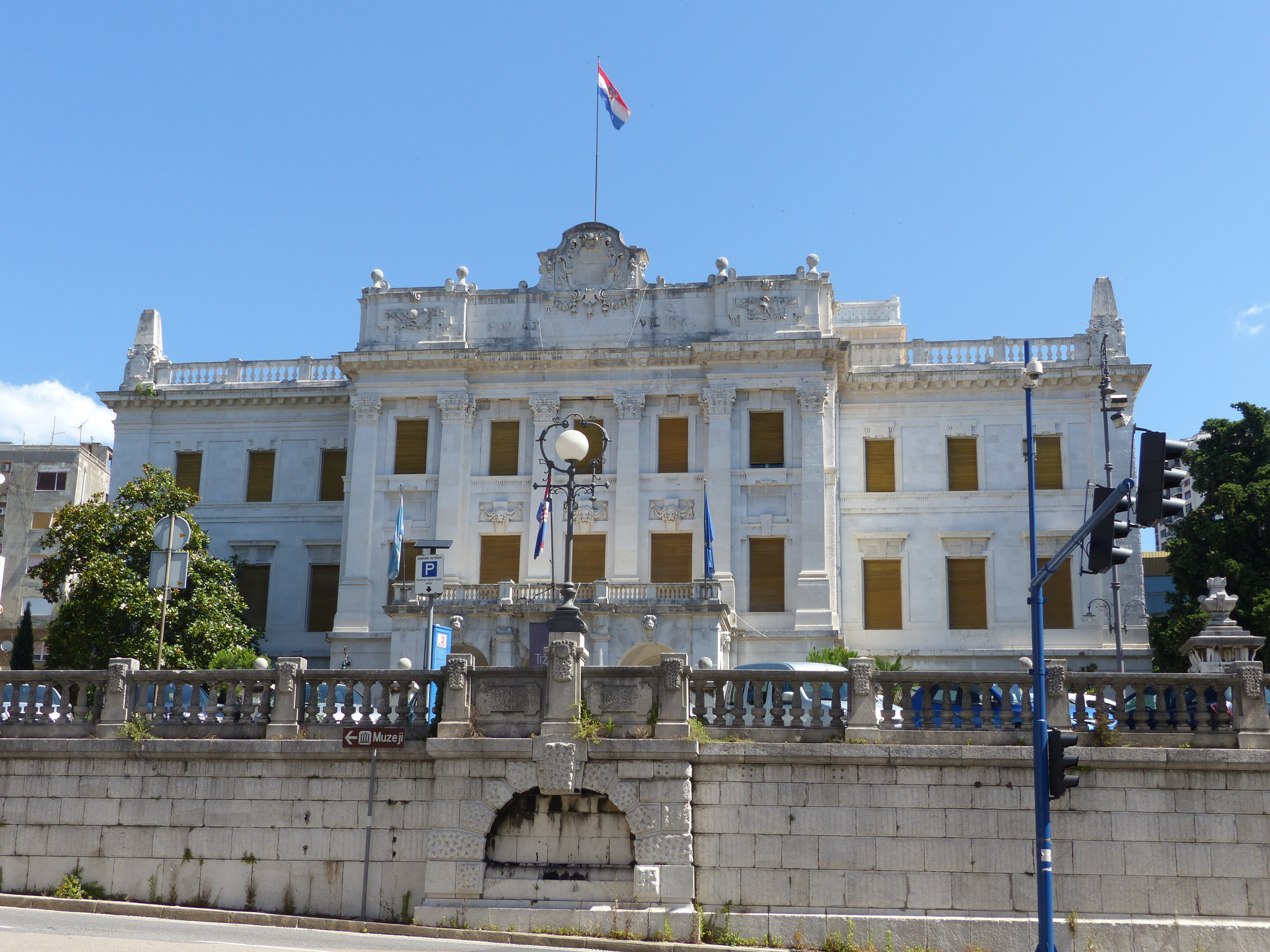
Palast des Gouverneurs
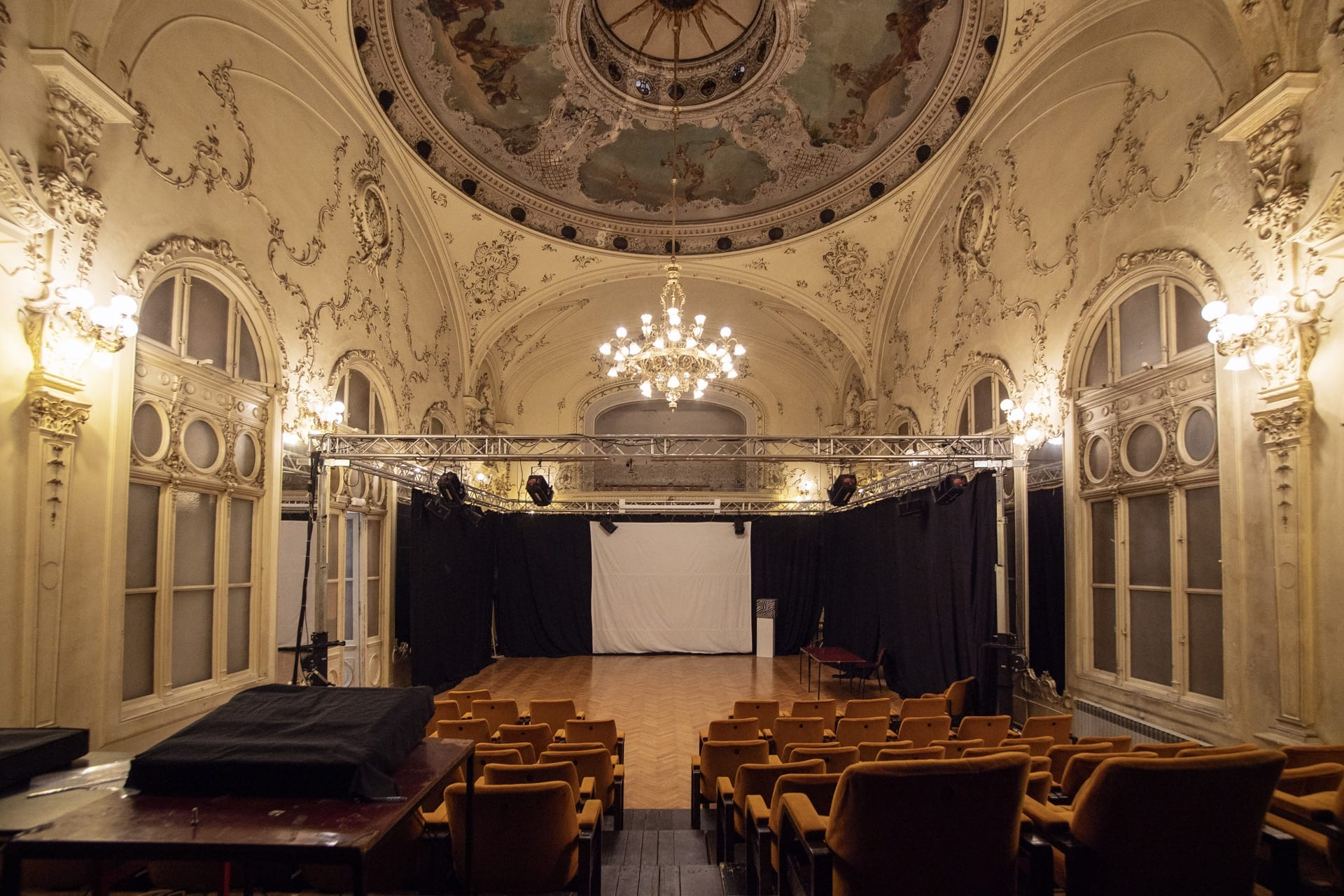
Innenansicht von Filodrammatica

### Weitere Sehenswürdigkeiten
- Der Bau des kroatischen Nationaltheaters, nach dem Komponisten und Dirigenten Ivan Zajc benannt, begann 1883 in Rijeka nach dem Projekt der Wiener Architekten Fellner und Helmer auf Initiative des damaligen Bürgermeisters Giovanni Ciotta und wurde 1885 abgeschlossen. Fellner und Helmer war ein 1872 gegründetes Wiener Architekturbüro, das eine Reihe von Theatergebäuden und Konzertsälen in Österreich-Ungarn entwarf, darunter den Modello-Palast in Rijeka. Der zuständige Bauunternehmer des Theaters war der aus Triest stammende Architekt Giacomo Zammattio. Das Theater befindet sich im östlichen Teil des Stadtzentrums. Die Hauptfassade des Theaters ist nach Westen ausgerichtet, wo sich ursprünglich der Eingangsbereich befand, während über dem Theater selbst eine markante Kuppel thront.[44]
- Direkt am Hafen befand sich die Firma Torpedo die eine Torpedoabschussstation betrieb und eine Kompressor Station zum Befüllen von Torpedos mit Luft unterhielt. Vorgänger war die Whitehead-Werft. Erbaut wurde die Fabrik auf dem Gelände in den Jahren 1933 bis 1935. Das Gebäude diente als Station zum Testen und Probestarten von Torpedos. Das Gebäude wurde in zwei Etappen errichtet und bis Mitte der 1960er Jahre aktiv genutzt.[45]
- Das ehemalige Lazarett wurde 1725 nach dem Projekt des aus Rijeka stammenden Architekten Antonio de Verneda unter der Leitung von Anton Matija Weiss erbaut. Das Bauwerk liegt an der Küste westlich der Stadt und verfügte früher über eine repräsentative Südfassade, die bis heute in Fragmenten teilweise erhalten ist. Das Lazarett wurde damals im Stil des Barock errichtet.[46]
- Das Mausoleum von Robert Whitehead, dem Entwickler des Torpedos mit eigenem Antrieb und Selbststeuerung, befindet sich auf dem Kozalafriedhof und wurde zu Beginn des 20. Jahrhunderts nach dem Projekt des Triester Architekten Giacomo Zammatti erbaut. Es ist das größte Mausoleum im Jugendstil in Kroatien. Allerdings ist das Grab heute leer, da kein einziges Mitglied der Familie Whitehead aus Rijeka mit britischen Wurzeln dort begraben liegt. Das Gebäude des Mausoleums befindet sich auf einer Fläche von 105,82 m² und die Zugangstreppe sowie die unmittelbare Umgebung von 283,01 m² sind dessen integraler Bestandteil.[47]
- Ein Gebäude, das zum damaligen Augustinerkloster gehörte, wurde ab 1833 als Rathaus der Stadt Rijeka benutzt. Es befindet sich im westlichen Teil der Altstadt, neben den ehemaligen Stadtmauern und Stadttoren. Heute ist es wieder Teil des ehemaligen Klosters. Es wurde 1874 auf Initiative des damaligen Bürgermeisters Giovanni Ciotta, nach dem Projekt des Architekten Filiberto Bazarigo, restauriert. Im Erdgeschoss mit der Ausführung von Mezzanine Gesimsen und der Aufteilung der Wandleinwand im Stil des Piano nobile ist auch der Stil der Neorenaissance zu erkennen.[48]

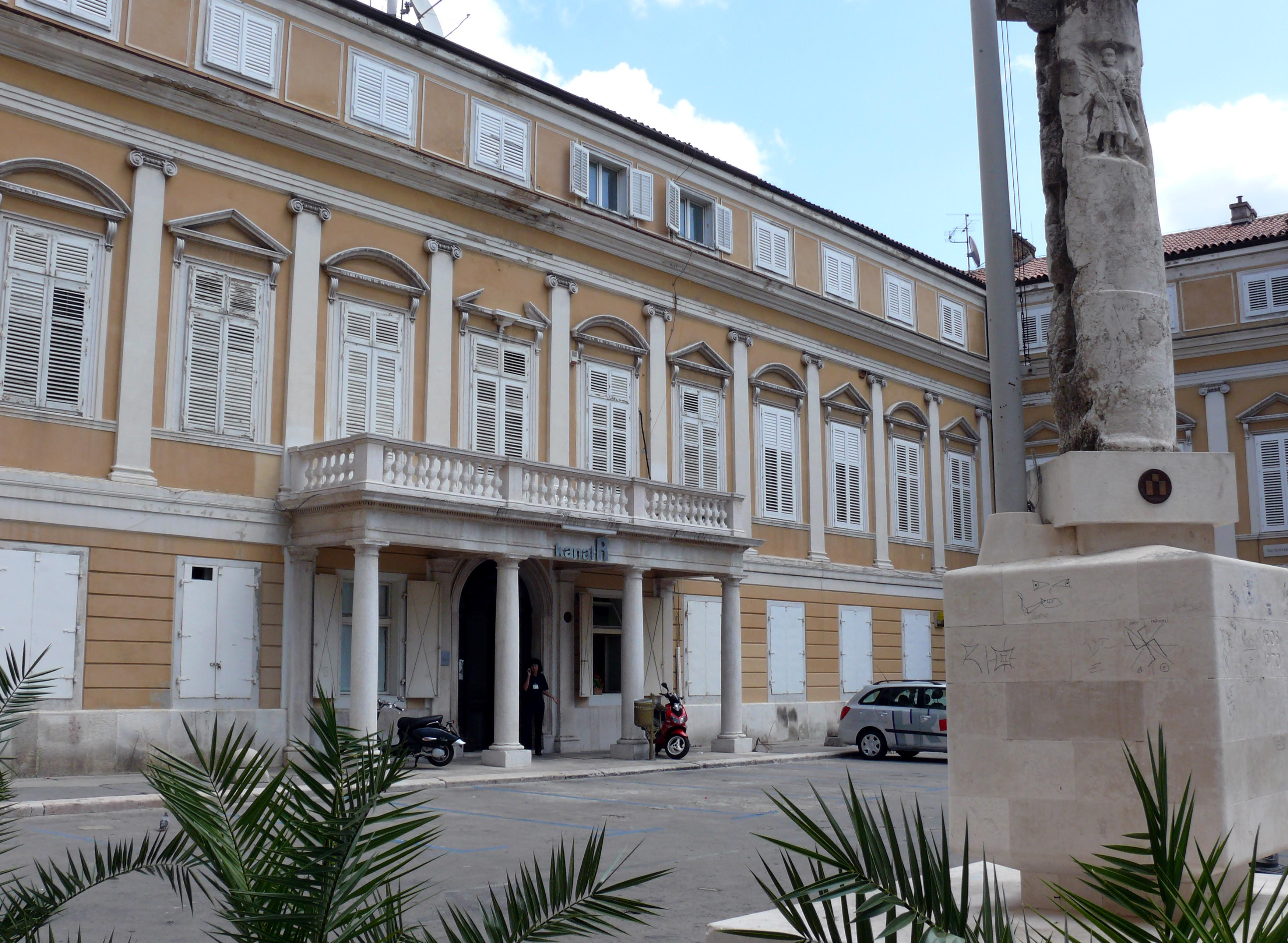
Palast Municipija – ehemaliges Rathaus
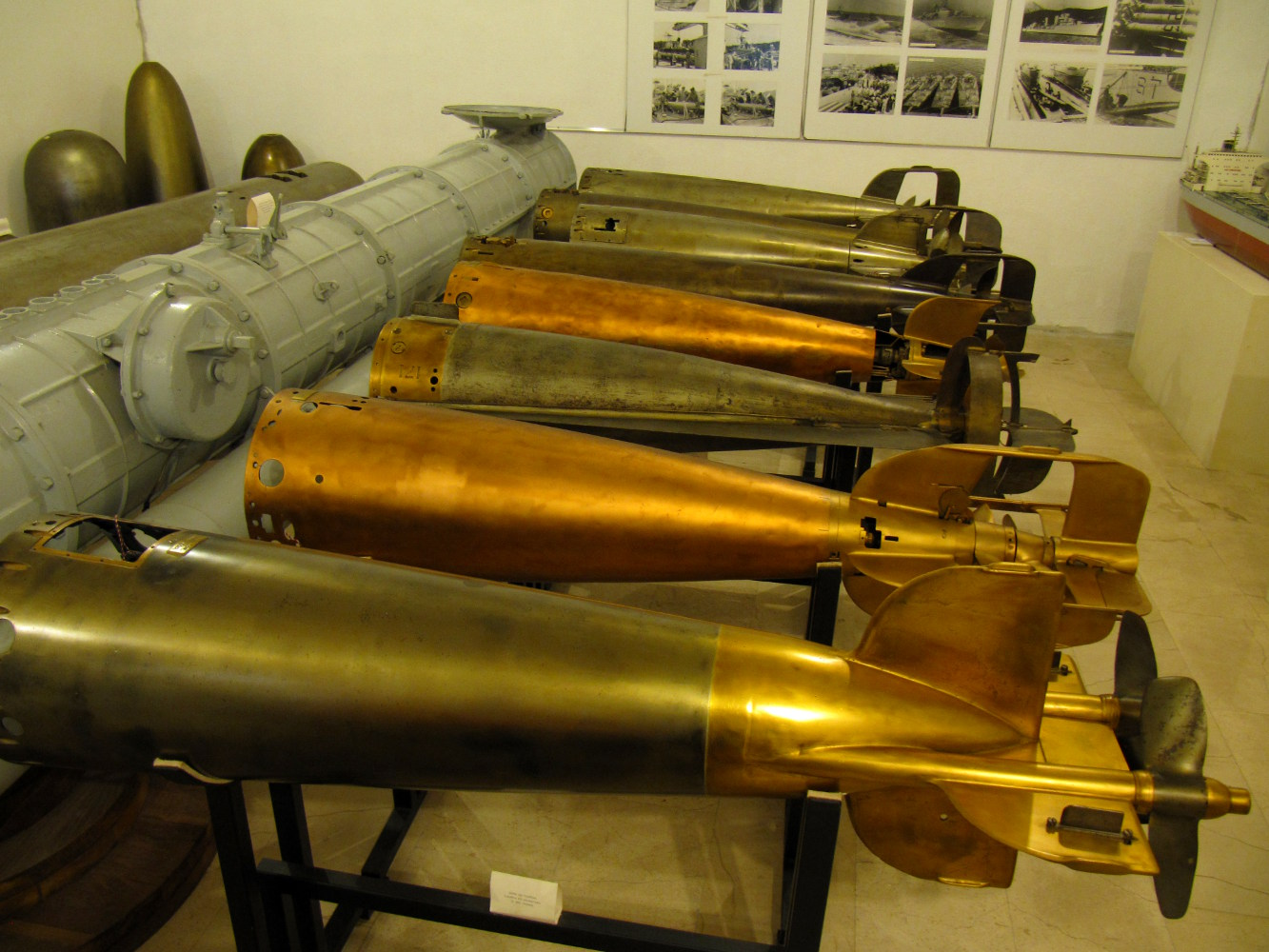
Whitehead-Torpedos im Schifffahrtsmuseum
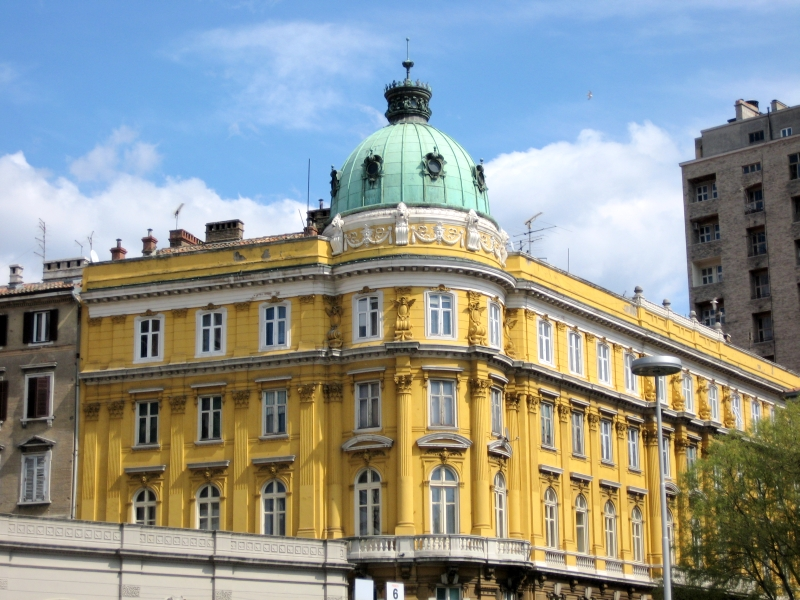
Palast Ploech
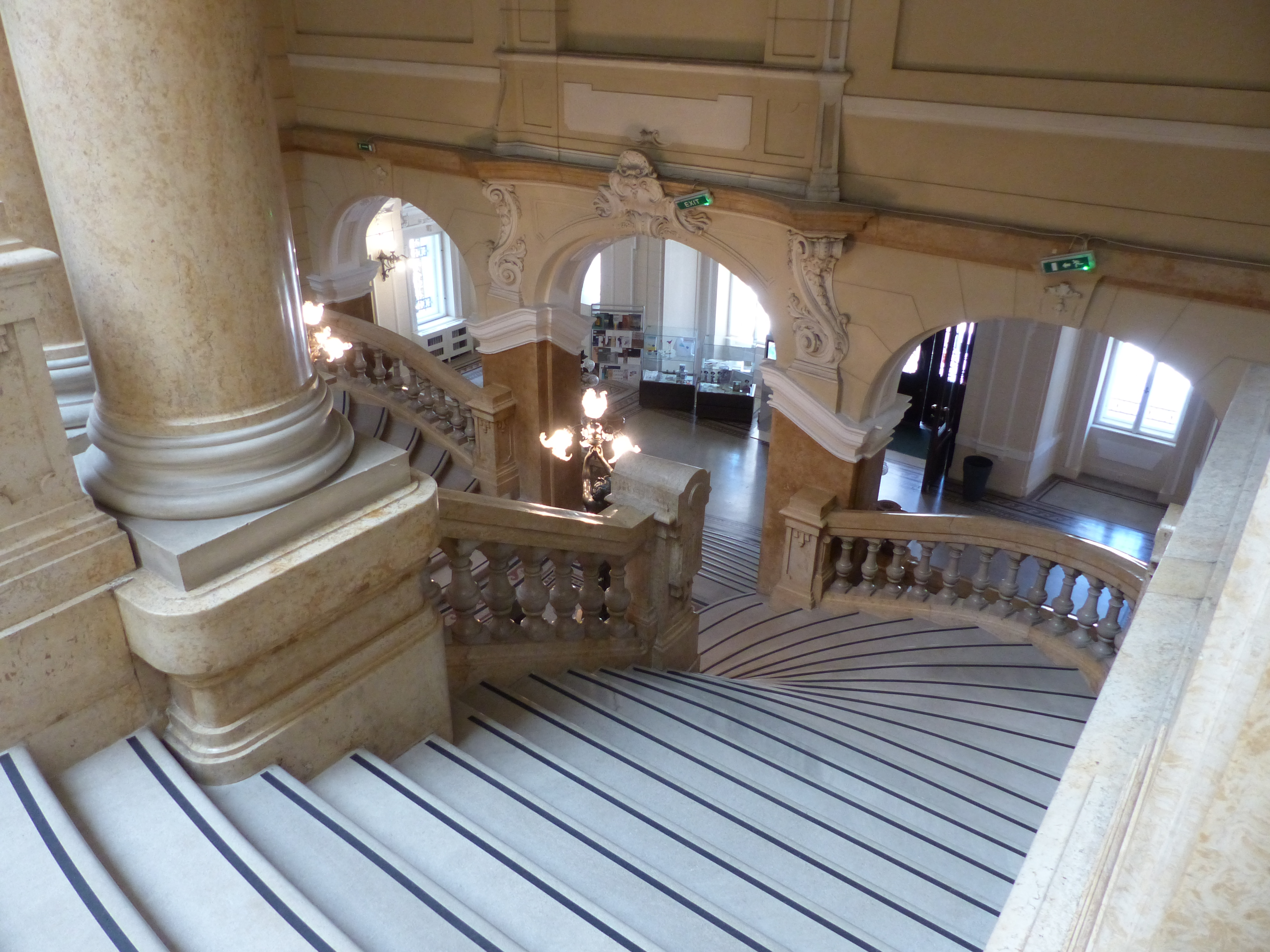
Innenansicht vom Gouverneurspalast
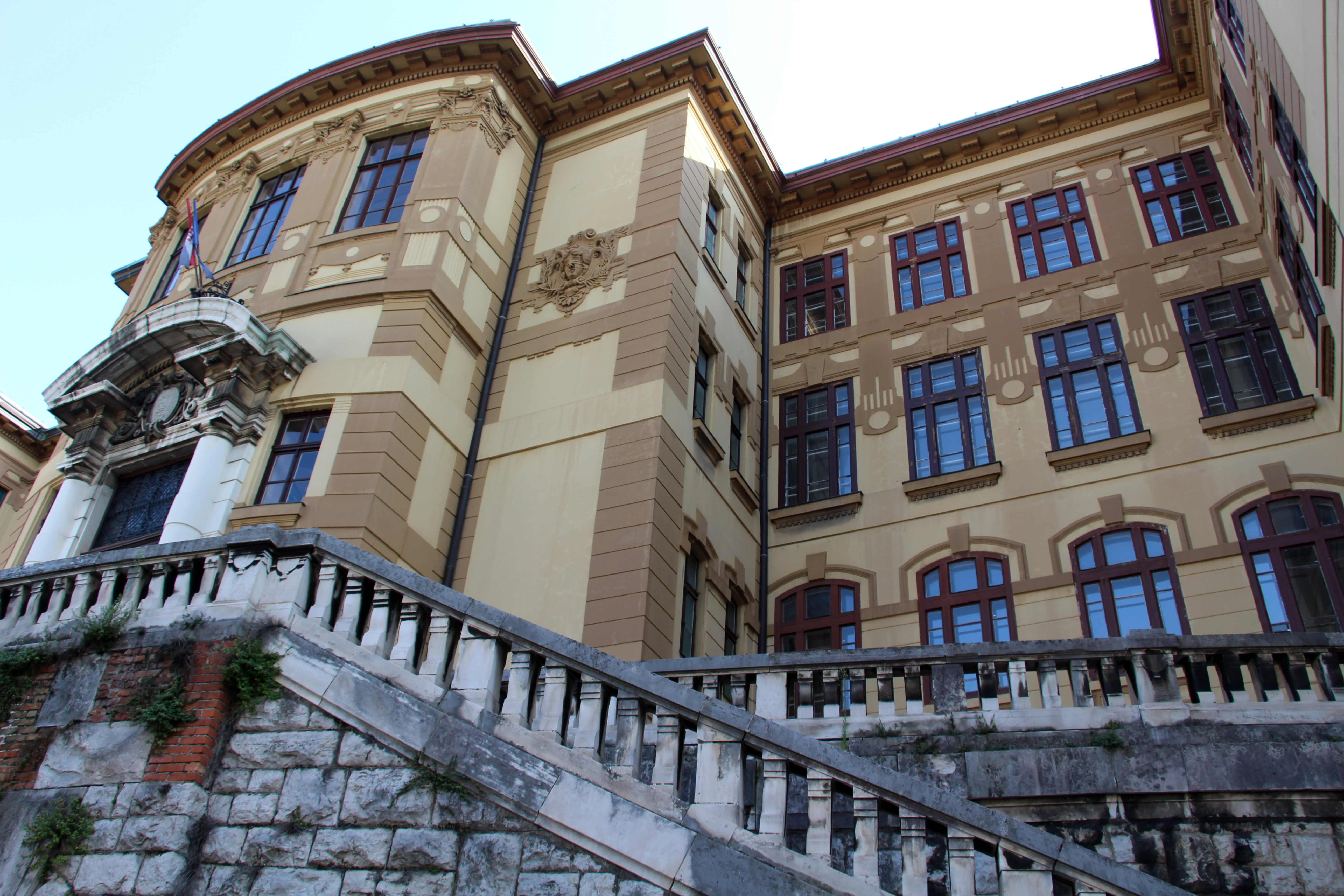
Justizpalast
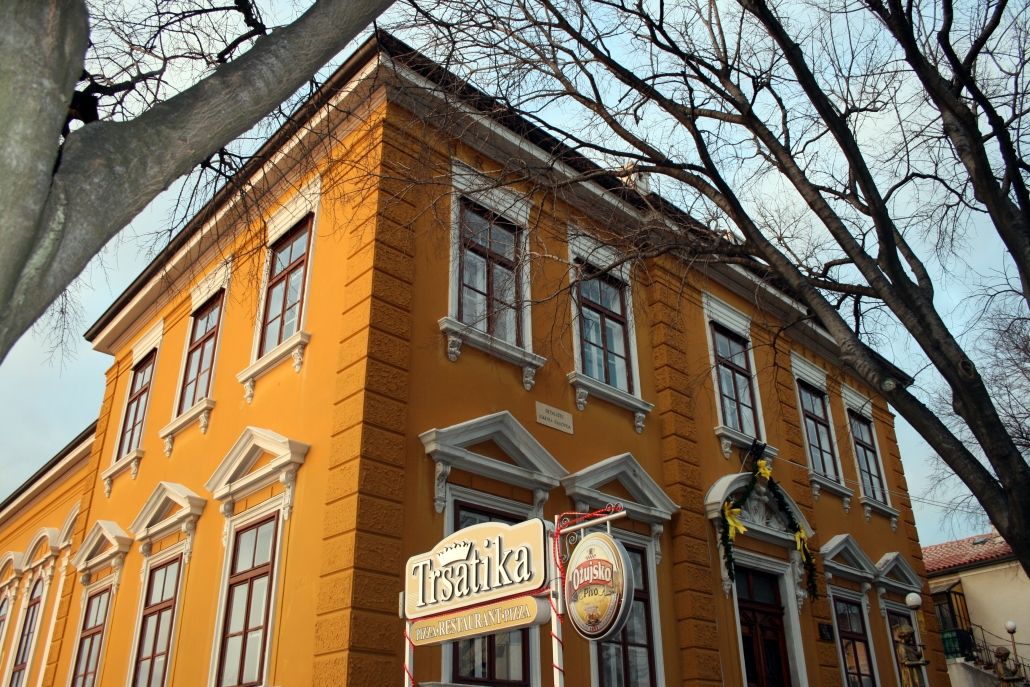
Bibliothek in Trsat
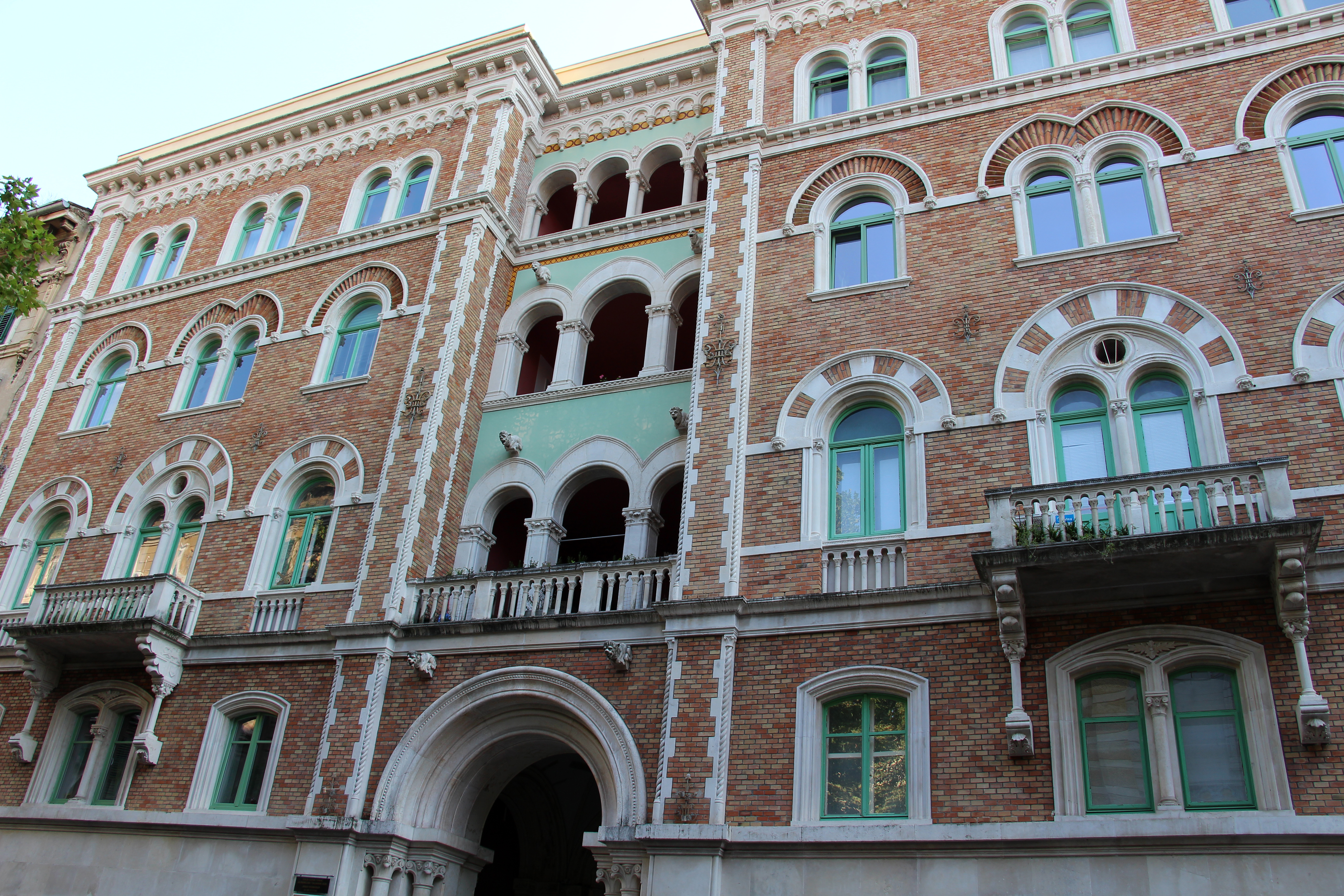
Wohnhaus von Robert Whitehead

## Verkehr
Rijeka liegt nahe der Grenze zu Slowenien, das Rijeka von Italien und Österreich trennt.

### Schifffahrt

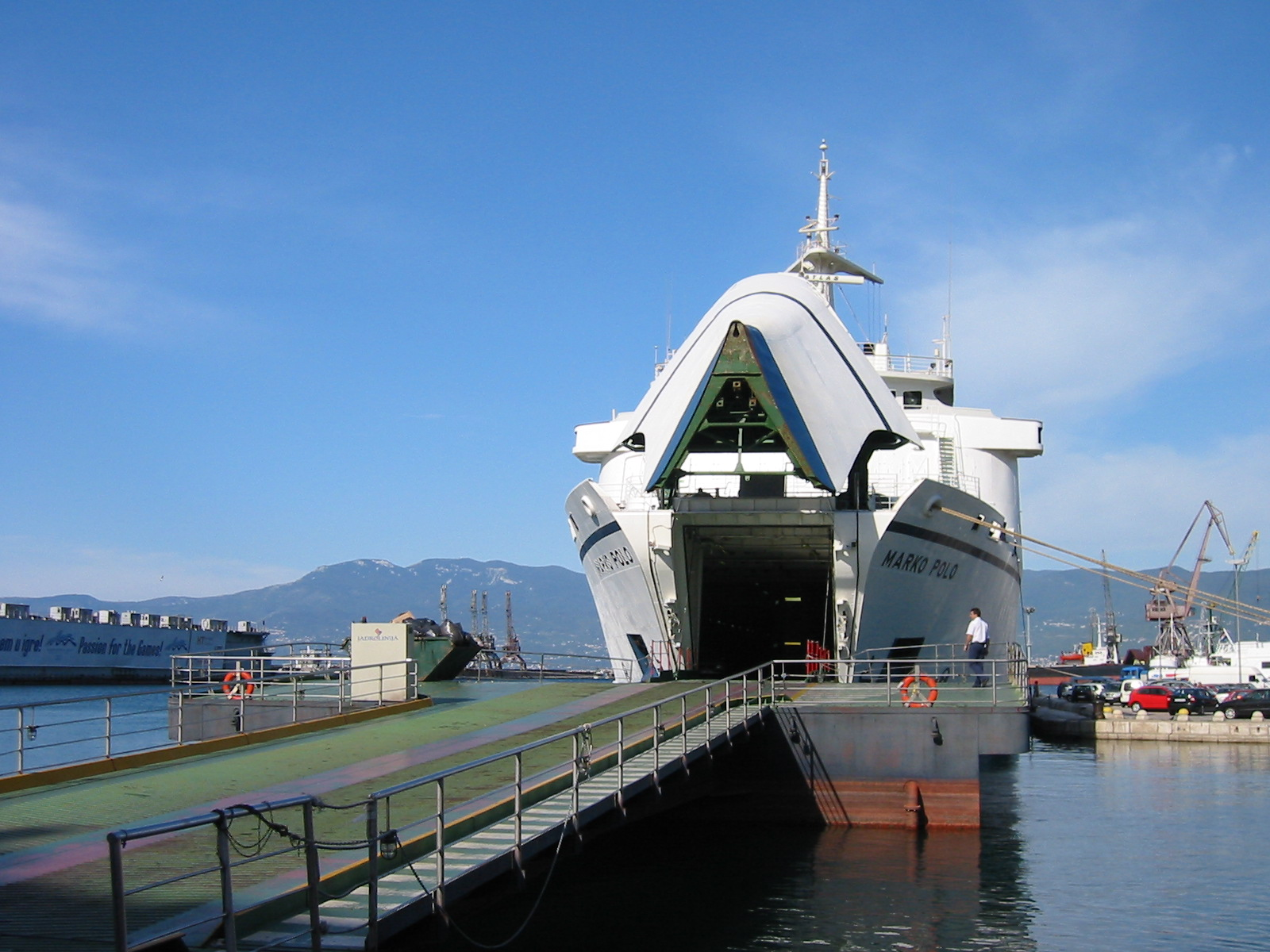
Fähre im Hafen von Rijeka

Rijeka ist der Haupthafen Kroatiens. Der Transithafen ist für die mitteleuropäischen Binnenstaaten von großer Bedeutung, insbesondere für Ungarn, das den Ausbau der Hafenanlagen sowie der Schifffahrtswirtschaft zu Zeiten Österreich-Ungarns stetig vorangetrieben hatte. Auch heute noch haben Österreich und Ungarn je einen eigenen Freihafen in Rijeka (siehe Hafen Rijeka).
Der Hafen von Fiume wurde ab dem Österreichisch-Ungarischen Ausgleich 1867 von Ungarn stark gefördert, um im Seehandel von Österreich möglichst unabhängig zu sein. Mit Hilfe günstiger Tarife sollte der gesamte internationale Frachtverkehr der ungarischen Reichshälfte auf Fiume gelenkt werden. Bereits 1878 schlugen 5463 Schiffe Güter im Ausmaß von 427.513 Tonnen um. Ab 1880 setzte Ungarn auch auf eigene Schifffahrtsgesellschaften, weshalb die Reederei Adria mit Sitz in Fiume gegründet wurde. Auch die Gründung der Küstenschifffahrtsgesellschaft Ungaro-Croata wurde von Ungarn unterstützt. Diese steuerte von Fiume aus Ziele entlang der Adriaküste bis Albanien an. Bis 1914 brachte es die Gesellschaft auf eine Flotte von 49 Dampfschiffen – die auch in der Hochseeschifffahrt tätige Adria verfügte über lediglich 33 Dampfschiffe. Weitere Reedereien in Fiume waren die Oriente mit 6 Dampfern, die Levante mit 12 Dampfern und die Atlantica mit ebenfalls 12 Dampfern.
Der Fährhafen von Rijeka verbindet die Stadt mit den bedeutenderen Häfen entlang der kroatischen Küste, Venedig und Süditalien.
Die Segelschifffahrt brachte der Stadt im 18. Jahrhundert Wohlstand und Vermögen. Allerdings trug der Schiffsbau stark zur Verkarstung des Hinterlandes bei. Im 19. Jahrhundert nahm die Zahl der hergestellten Schiffe stark ab. Zwischen 1840 und 1859 wurden jährlich rund 35 Schiffe gebaut. Bis 1862 nahm die Zahl der Schiffswerften auf 12 ab. Diese fielen dem Ausbau von Hafen, Kais und Eisenbahn zum Opfer. 1883 schloss die letzte verbliebene Werft Fiumes. Bis auf die Whitehead-Werft, aus dem ehemaligen Stabilimento Tecnico Fiumano hervorgegangen, gab es bis 1894, als das Marineunterstützungsgesetz in Kraft trat, keinen weiteren Werft- oder Schiffsreparaturbetrieb in der Stadt. Durch einen Zusammenschluss von Fiumaner Interessenten und der Kieler Schiffbaufirma Howaldt entstand 1892 die Fiumaner Dockgesellschaft, die am 13. November 1894 ihre Werft, etwa vier Kilometer westlich vom Stadtzentrum, eröffnete. Nach zehnjährigem Bestand musste auch diese Gesellschaft liquidiert werden.
Erst 1905 engagierte sich der Staat aktiv im Schiffbau von Fiume, indem die Budapester Werft Danubius durch finanzielle Anreize für den Betrieb und Ausbau der Werftanlagen in Bergudi (heute Brgud) gewonnen werden konnte. Grund waren Erweiterungspläne der k.u.k. Kriegsmarine, die große Werftkapazitäten benötigte. In den folgenden Jahren entstand daher in Bergudi eine beachtliche Großwerft, die im Jahr 1913 2500 Mitarbeiter beschäftigte. Das größte dort hergestellte Schiff, die Szent István mit 20.000 BRT, wurde 1912 auf Kiel gelegt. Heute befindet sich an derselben Stelle die Werft 3. Maj. Im Jahr 2010 erwarb die Stadt die inzwischen zum Kulturdenkmal des ehemaligen Vielvölkerstaates erklärte ehemalige Staatsjacht Titos Galeb.
Im Jahr 2020 wurden im Containerterminal „Adriatic Gate“, der mehrheitlich vom philippinischen Hafenbetreiber ICTSI kontrolliert wird, über 300.000 TEU umgeschlagen.

### Eisenbahn

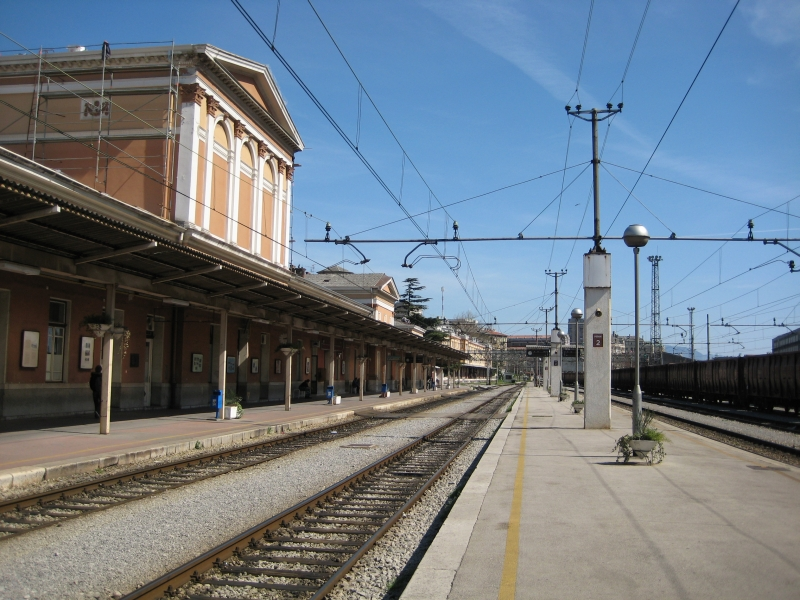
Bahnhof von Rijeka

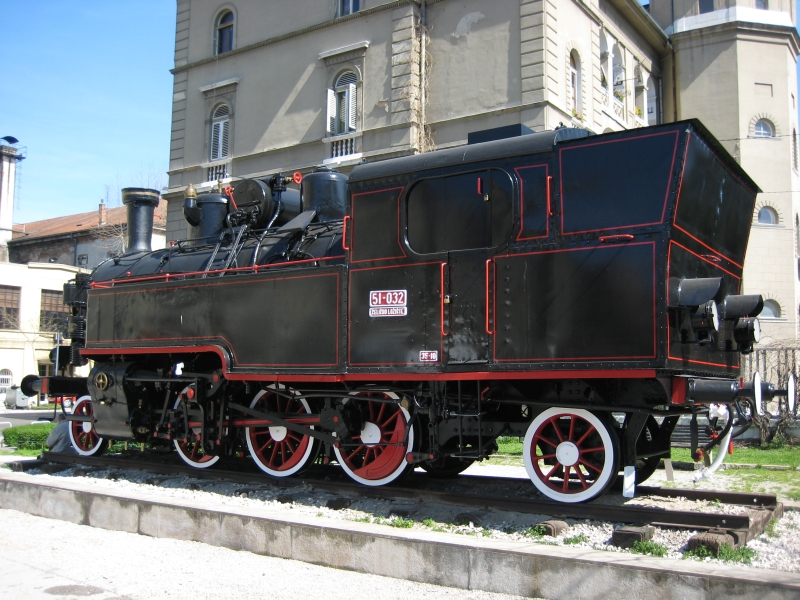
Lok JZ 51-032

In der Zeit der Donaumonarchie wurde der Bahnhof Rijeka mit der Bahnstrecke Zagreb–Rijeka über Karlovac und Zagreb an das Netz der Ungarischen Staatsbahn angebunden. Durch die private Südbahngesellschaft wurde 1873 mit der Bahnstrecke Pivka–Rijeka über Opatija und Pivka ebenfalls eine Anbindung an das österreichische Eisenbahnnetz Richtung Ljubljana und Wien geschaffen. Mit diesen beiden Bahnstrecken überholte Rijeka Triest als größter Adriahafen.
Nach dem EU-Beitritt Sloweniens sind die Güterströme der Eisenbahnstrecke Rijeka–Ljubljana–Wien vom Hafen Rijeka großenteils auf den slowenischen Hafen Koper verlagert worden. Über den Hafen von Rijeka werden praktisch keine Waren mehr in Richtung Slowenien transportiert. Dies führte zu großen Verlusten im Hafen von Rijeka. Ausbaupläne oder Erneuerungspläne für den Anschluss Slowenien–Rijeka sind nicht bekannt. Die Bahnstrecke nach Pula, die Istrien erschließt, ist von Rijeka aus nur über slowenisches Gebiet (und damit nach zweimaligem Grenzübertritt) erreichbar, so dass diese Verbindung kaum noch genutzt wird.
Vom Bahnhof Rijeka bestehen heute Verbindungen u. a. nach Osijek und Zagreb Hauptbahnhof sowie international z. B. nach Ljubljana, München und Budapest. Das Eisenbahnnetz in dieser Region ist mittlerweile sehr veraltet und bedarf dringend der Sanierung. 2007 wurde mit dem Ausbau einer neuen Trasse nach Karlovac, Zagreb und von dort über Koprivnica nach Ungarn begonnen. Mit der Fertigstellung wird nicht vor 2025 gerechnet. Für den Nahverkehr (ÖPNV) in der Region Rijeka spielt die Eisenbahn keine Rolle mehr, dafür werden Busse eingesetzt.
Von 1899 bis 1952 bestand mit der Straßenbahn Rijeka ein elektrisches Nahverkehrssystem, das durch ein Netz von Oberleitungsbussen abgelöst wurde.

### Luftfahrt
Der internationale Flughafen Rijeka (RJK) befindet sich südöstlich der Stadt bei Omišalj auf der Insel Krk. Die Entfernung dorthin beträgt etwa 26 Kilometer. Von dort gibt es Verbindungen zu mehreren europäischen Zielen, in der Regel aber nur im Sommerflugplan. Neben Croatia Airlines wird der Flughafen von Eurowings, Norwegian, Condor, Skywork und Ryanair angeflogen.

### Straßenverkehr

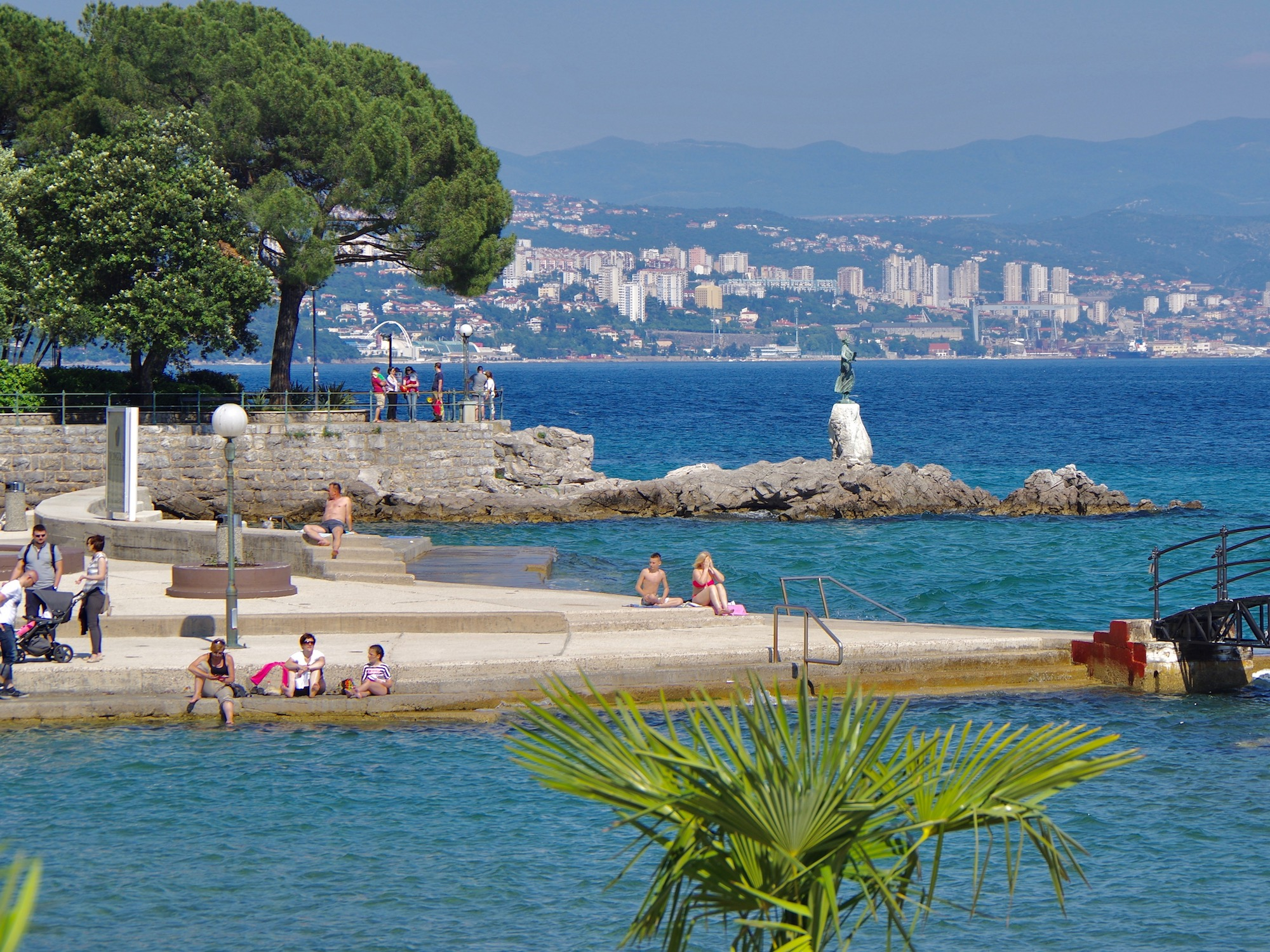
Rijeka und Opatija

Rijeka ist an das Autobahnnetz im zentralen Teil Kroatiens über die A6 und Richtung Slowenien über die A7 angeschlossen. Über die Autobahn A8 wird von Rijeka aus die Halbinsel Istrien erreicht. Das Autobahnzwischenstück von Kroatien nach Italien (Rijeka-Triest) wurde bisher von Slowenien nicht realisiert, obwohl dies von den Kroaten gefordert wird. Nahe der Stadt befindet sich die Motorsport-Rennstrecke Automotodrom Grobnik.

### Nahverkehr und Busfernverkehr
Der Nahverkehr wird durch die lokalen Verkehrsunternehmen Autotrolej bzw. Autotrans mit Autobussen abgedeckt. Insgesamt 17 Stadtlinien verbinden alle Stadtteile und die umliegenden Dörfer miteinander. Fernverkehrslinien werden ebenfalls von der lokalen Autotrans betrieben, so viele tägliche und wöchentliche Anbindungen an größere europäische Städte: nach Amsterdam, Basel, Berlin, Bern, Frankfurt am Main, Mailand, München, Prag, Venedig, Wien, Zürich und andere. Von 1899 bis 1952 verkehrte in Rijeka eine Straßenbahn, von 1952 bis 1971 traten Oberleitungsbusse an Stelle der Straßenbahn, diese wurde wiederum durch Stadtbusse ersetzt. Die Fahrleitungen des Oberleitungsbusses sind zum Teil bis heute vorhanden.

## Bildung
Die Universität Rijeka wurde im Jahr 1973 gegründet und ist heute eine wichtige Forschungs- und Wissenschaftsuniversität in der Region.
In den Jahren 2023 und 2024 waren 15.764 Studenten an der Universität als Studierende eingetragen. Daneben besteht noch die Hochschule in Rijeka und die Marinehochschule Rijeka.
Zu den Abteilungen und Fachgebieten der Universität Rijeka gehören folgende Wissenschaftsgebiete:

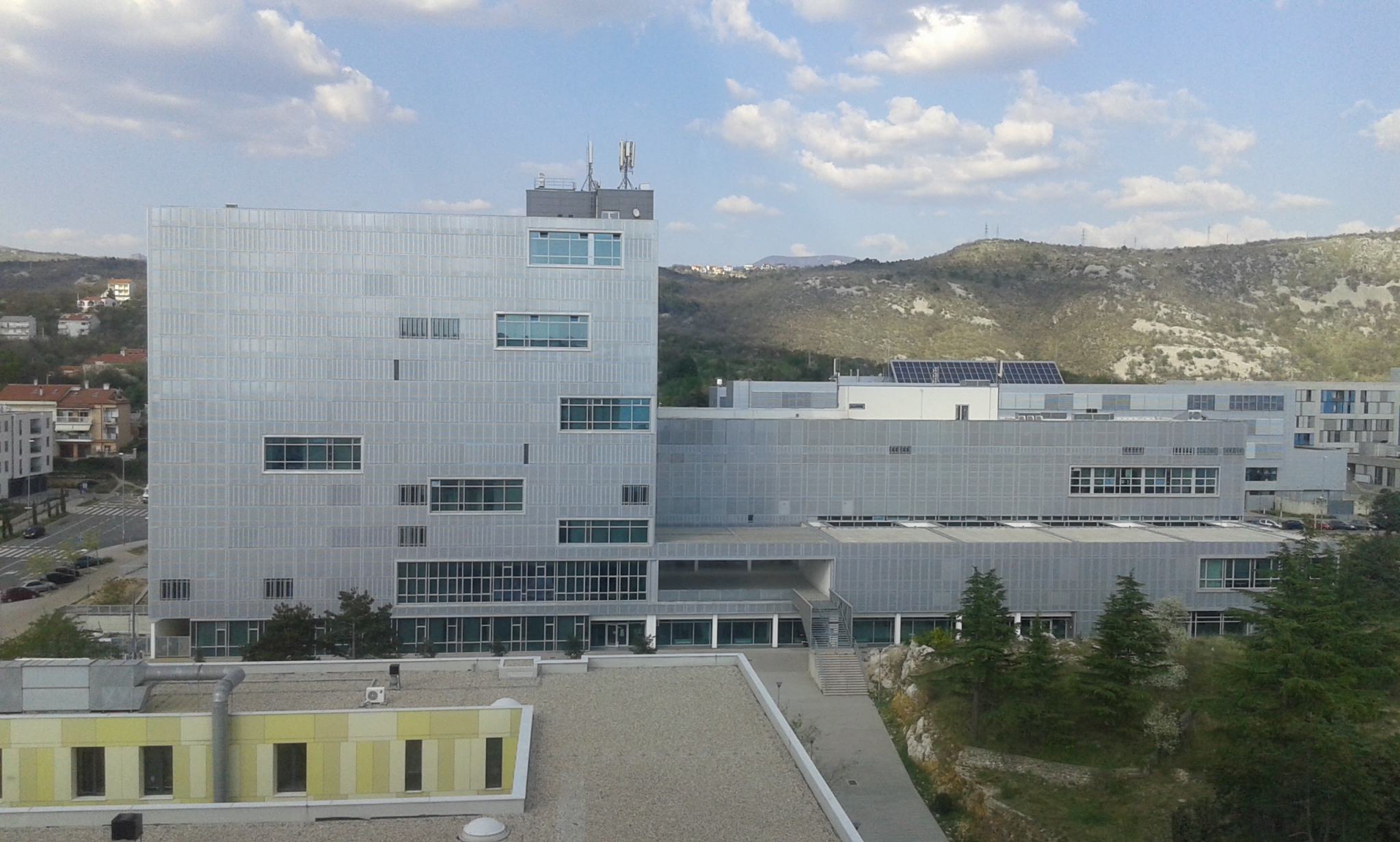
Universität
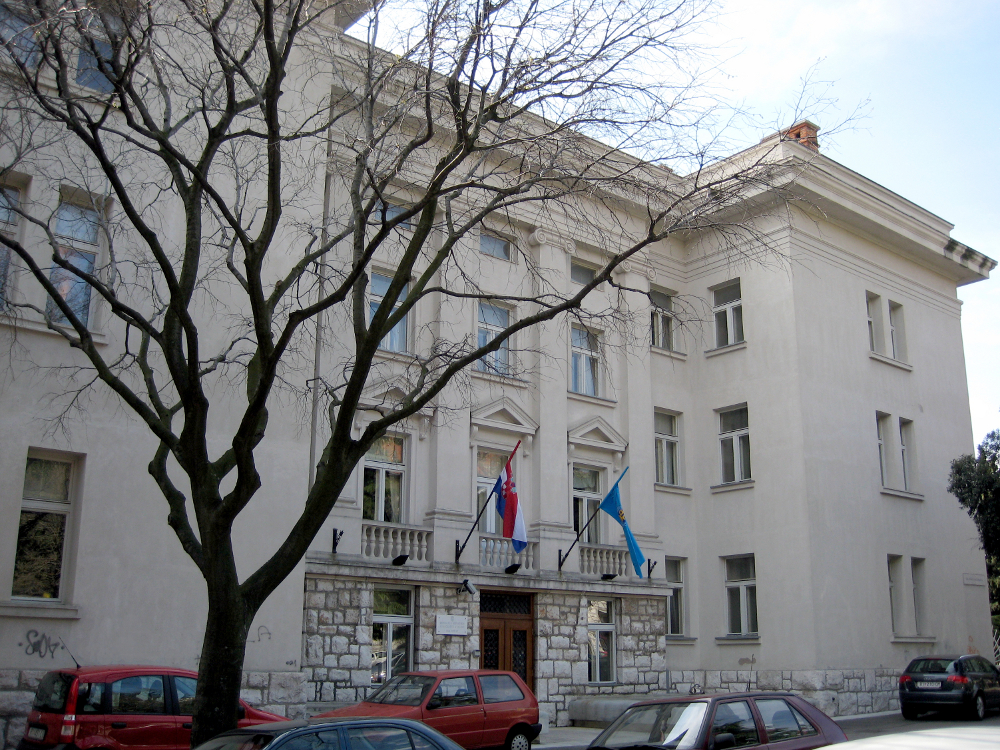
Rektorat der Universität
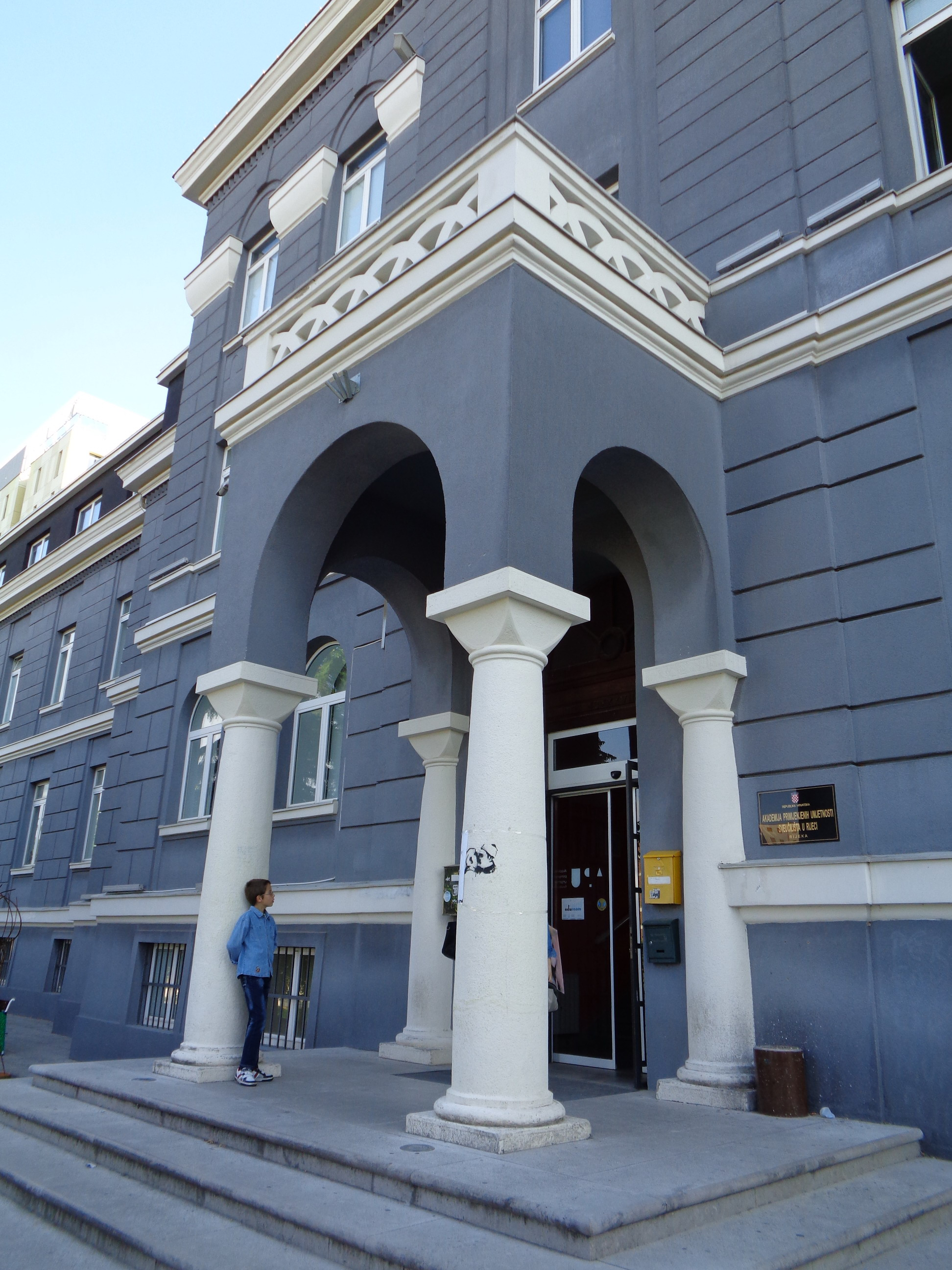
Akademie für angewandte Kunst
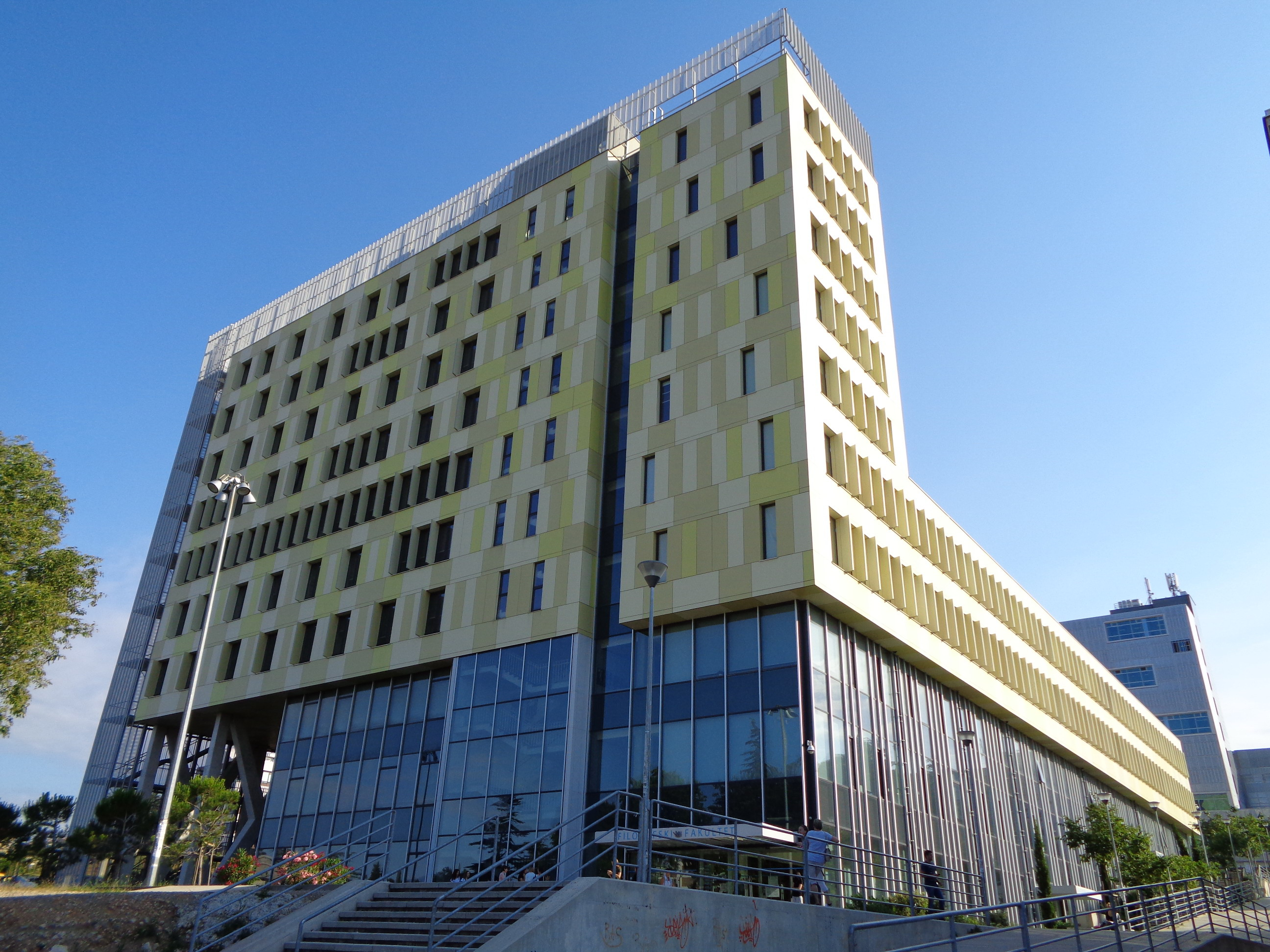
Philosophische Fakultät

- Akademie für angewandte Kunst
- Fakultät für Wirtschaftswissenschaften
- Fakultät für Biotechnologie und Arzneimittelentwicklung
- Fakultät für Zahnmedizin
- Fakultät für Informatik und Digitale Technologien
- Fakultät für Physik
- Fakultät für Mathematik
- Fakultät für Tourismus
- Fakultät der Gesundheitswissenschaften
- Fakultät für Bauingenieurwesen
- Medizinische Fakultät
- Fakultät für Seefahrt
- Philosophische Fakultät
- Fakultät der Rechtswissenschaften
- Technische Fakultät
- Fakultät der Pädagogik

## Medien
Die unabhängige Tageszeitung Novi list erscheint seit 1890 in Rijeka, sie ist die wichtigste Zeitung der Region. Zudem gilt sie als eine der wenigen Zeitungen, die sich auch gegenüber Regierung und Opposition kritisch äußern. In Rijeka erscheint auch die unabhängige italienischsprachige Tageszeitung La Voce del Popolo seit über 120 (Neuauflage 60) Jahren.
Das Regionalfernsehen RiTV berichtet vorwiegend aus der Region. Das kroatische Staatsradio HRT unterhält den Lokalsender Radio Rijeka, der seit 1945 in Betrieb ist. Darüber hinaus gibt es viele weitere Sender, zum Beispiel Radio SVID, Radio Sušak und Radio Trsat.

## Kunst und Kultur

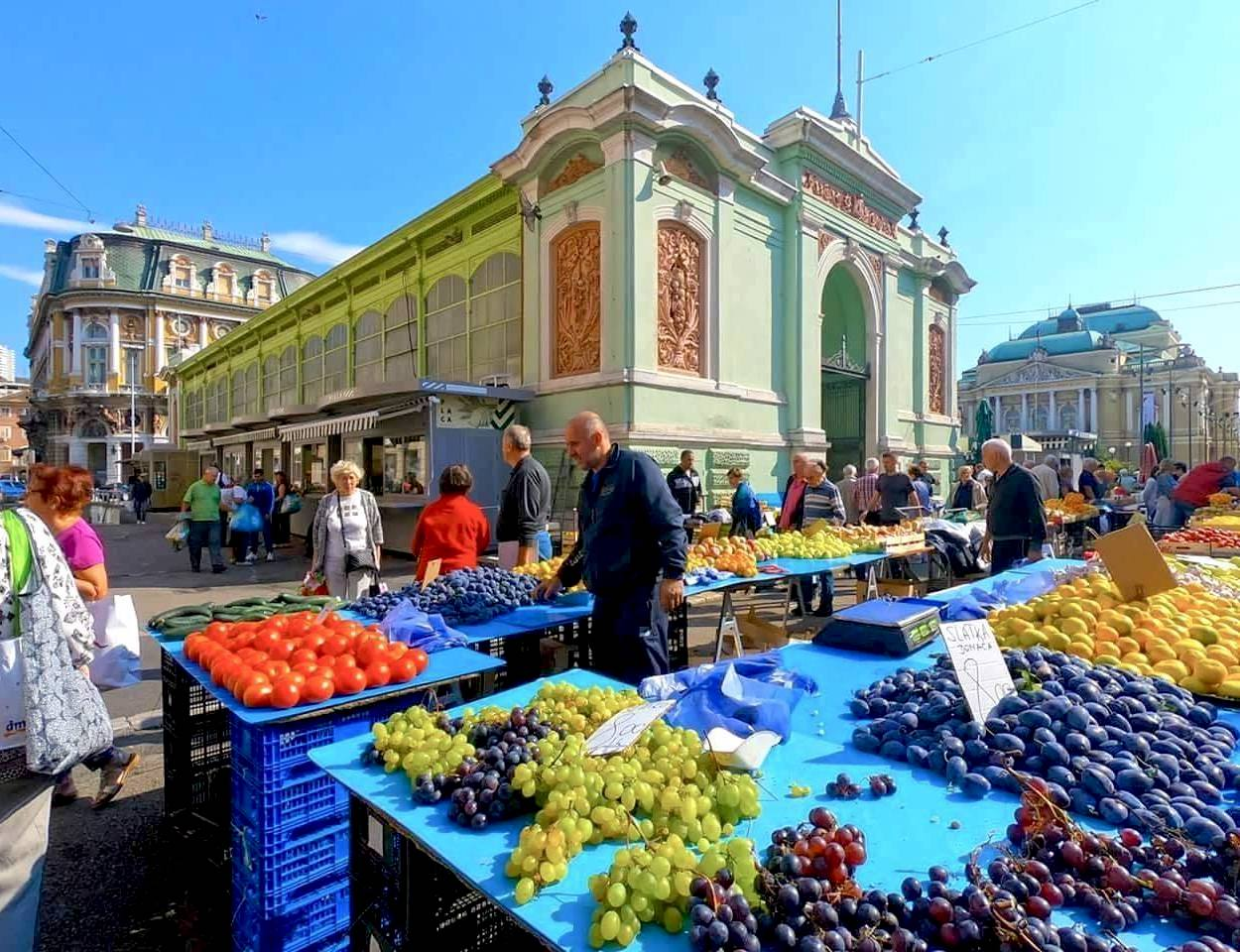
Markt

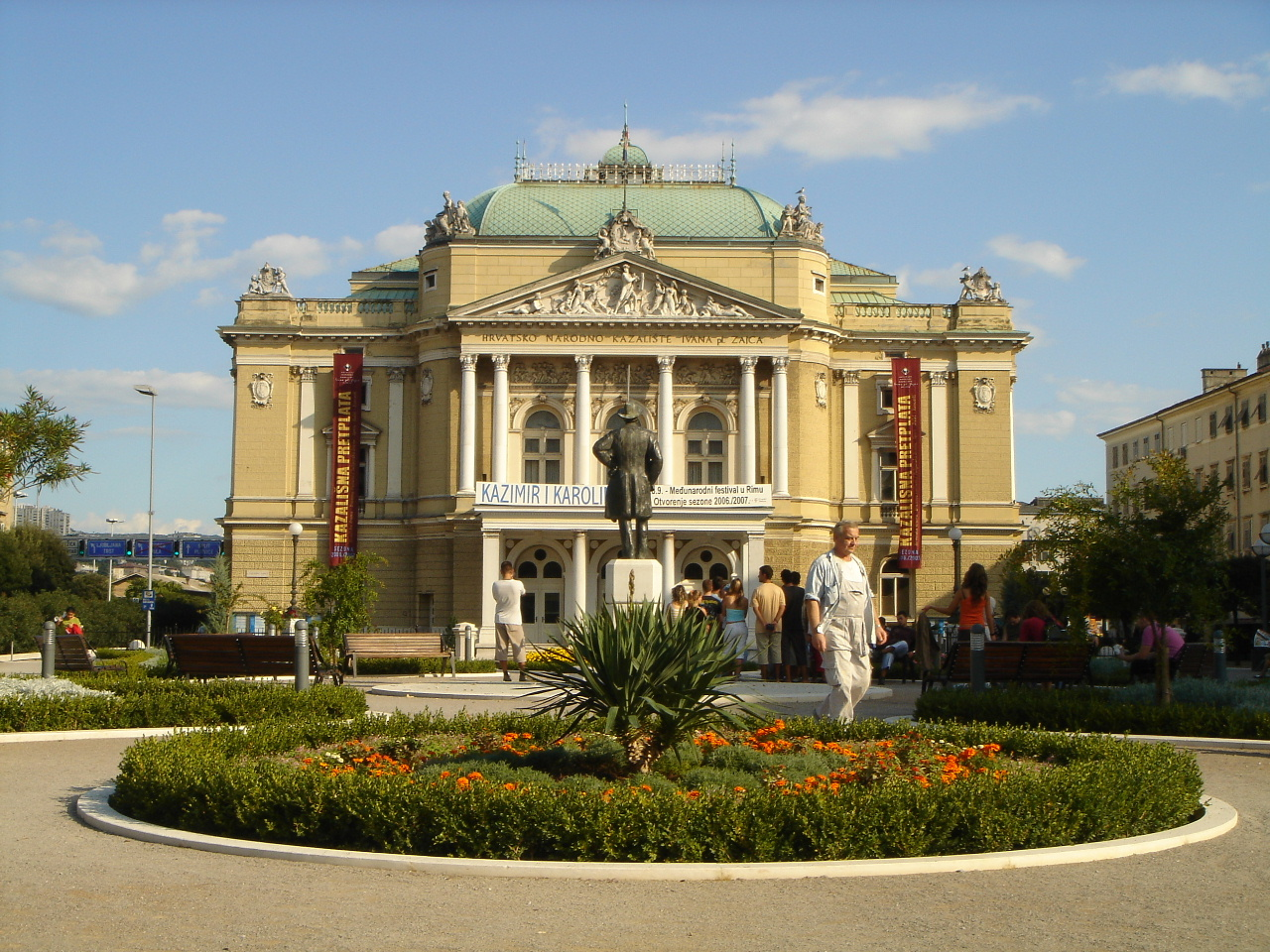
Kroatisches Nationaltheater Rijeka

### Europäische Kulturhauptstadt 2020
Rijeka war gemeinsam mit Galway (Irland) Kulturhauptstadt Europas 2020. Das Kulturhauptstadt-Jahr wurde in Rijeka unter das selbstgewählte Motto „Hafen der Vielfalt“ gestellt. Vorgesehen waren mehr als 300 Programmpunkte mit mehr als 600 Events. Für die Aktivitäten waren 30 Millionen Euro Budget veranschlagt. Eröffnet wurde am 1. Februar 2020 mit der „Opera Industriale“, einem großen Musiktheater-Schauspiel am und im Hafenbecken. Inszeniert wurde das Schauspiel von den beiden künstlerischen Leitern von Rijeka 2020, Josip Marsic und Zoran Medved, die Musik stammte vom kroatischen Komponisten Frano Đurović.
Viele der geplanten Veranstaltungen mussten aufgrund der COVID-19-Pandemie und der damit einhergehenden Lockdowns abgesagt werden. Davon ausgenommen waren die Kunst-im-öffentlichen-Raum-Projekte, wie etwa der von Nemanja Cvijanović gestaltete fünfzackige Partisanenstern aus 2.800 roten Glassplittern, der temporär auf dem Hochhaus am Jadranski-Platz angebracht war.

### Kunst- und Kulturviertel „Art Kvart“
Im Rahmen von Rijeka 2020 entstand im historischen Benčić-Industriekomplex gegenüber vom Bahnhof mit dem „Art Kvart“ ein neues Kunstquartier. Es beherbergt ein Museum moderner und zeitgenössischer Kunst (Muzej moderne i suvremene umjetnosti), ein Kindermuseum (Dječa Kuća), das Stadtmuseum von Rijeka (Muzej grada Rijeki) im ehemaligen „Zuckerpalast“ und die neue Stadtbibliothek (Gradska knjižnica Rijeka).

### Theater
In Rijeka befindet sich ein Gebäude des bekannten, auf Theaterbauten spezialisierten Architekturbüros Fellner & Helmer, das Kroatische Nationaltheater in Rijeka.

### Karneval
Seit 1982 findet in Rijeka der jährliche Karneval statt. Jährlich besuchen über 120.000 Zuschauer den Karneval, der von Mitte Januar bis Ende Februar stattfindet. Am Umzug nehmen über 10.000 Aktive teil, die in ca. 150 Gruppen organisiert sind.

## Sport
In Rijeka sind sehr viele Sportarten vertreten, u. a. Fußball, Handball, Basketball und Wasserball.
Der Fußballklub in Rijeka ist einer der größeren Vereine in Kroatien. HNK Rijeka hat bisher fünf nationale Pokale gewonnen (zweimal in Jugoslawien und 2005/2006 in Kroatien). In der Saison 2016/2017 konnte sich der Verein erstmals die kroatische Meisterschaft sichern.
Der heimische Wasserball-Klub VK Primorje Rijeka stand 2012 im Endspiel der Champions League der Männer und gewann 2013 die spielstarke Adria-Liga, die mit den besten Vereinsteams aus Kroatien, Montenegro und Slowenien ausgetragen wird.
Zwischen 1978 und 1990 fand im Automotodrom Grobnik 13-mal der Große Preis von Jugoslawien im Rahmen der Motorrad-Weltmeisterschaft statt. Heute finden noch Rennen zur Seitenwagen-Weltmeisterschaft und anderen Meisterschaften statt.
Von 2007 bis 2011 fand in Rijeka jährlich das Tennisturnier ATP Challenger Rijeka statt.

## Persönlichkeiten

### Söhne und Töchter der Stadt
- Vinko Jelić (1596–1636), Komponist
- Josef Bardarini (1708–1791), Professor für Theologie und Direktor der Universitätsbibliothek Graz
- Karl von Keuhl (1739–1798), kaiserlicher Feldmarschall-Lieutenant und Ritter des Maria Theresia-Ordens
- Sebő Vukovics (1811–1912), ungarischer Politiker und während der Ungarischen Revolution Justizminister
- Giovanni de Ciotta (1824–1903), ungarischer Politiker, Podestà (Bürgermeister) von Fiume und Reichstagsabgeordneter
- Ivan Zajc (1832–1914), Komponist und Dirigent
- Cato Savij Edler von Lerville (1850–1920), österreichischer Feldmarschalleutnant
- Siegmund Ritter, seit 1917 Graf von Benigni in Müldenberg (1855–1922), österreichischer Feldzeugmeister
- Reinhold von Lichtenberg (1865–1927), österreichischer Kunsthistoriker und Publizist
- Adolf Christl (1891–1974), österreichischer Maler, Galerist und Konservator
- Roberto Oros di Bartini (1897–1974), sowjetischer Flugzeugkonstrukteur italienischer Herkunft
- Lovro von Matačić (1899–1985), jugoslawischer Dirigent
- Ödön von Horváth (1901–1938), österreichisch-ungarischer Schriftsteller
- Ladislao Mittner (1902–1975), italienischer Germanist
- Margarete Hanusch (1904–1993), österreichische Bildhauerin
- Rodolfo Volk (1906–1983), italienischer Fußballspieler
- Karl Plunder (1909–1978), österreichischer Pädagoge und Botaniker
- János Kádár (1912–1989), ungarischer kommunistischer Politiker
- Ezio Loik (1919–1949), italienischer Fußballspieler
- Bonaventura Duda (1924–2017), Franziskanerpater, Theologe und Hochschullehrer
- Rosemarie Wildi-Benedict (1924–2010), Pädagogin, Übersetzerin und Autorin
- Abdon Pamich (* 1933), italienischer Leichtathlet, Olympiasieger
- Mihály Csíkszentmihályi (1934–2021), ungarisch-US-amerikanischer Professor für Psychologie an der University of Chicago
- Alessandro Messina (1941–2022), kanadischer Radrennfahrer
- Aleksa Bjeliš (* 1947), Rektor der Universität Zagreb
- Luciano Sušanj (1948–2024), Leichtathlet
- Josip Bozanić (* 1949), römisch-katholischer Erzbischof von Zagreb und Kardinal
- Slavenka Drakulić (* 1949), Schriftstellerin
- Milan Ružić (1955–2014), jugoslawischer Fußballspieler
- Melita Sunjic (* 1955), Journalistin
- Vesna Tomljenović (* 1956), Rechtswissenschaftlerin und Hochschullehrerin; Richterin am Gericht der Europäischen Union
- Marija Vučinović (* 1958), Politikerin
- Azra Bašić (* 1959), kroatisch-bosnische Aufseherin eines Gefangenenlagers
- Željko Jovanović (* 1965), Politiker
- Darko Jurković (* 1965), Jazzmusiker
- Alexander Petritz (* 1965), Architekt und Stadtplaner
- Alvaro Načinović (* 1966), Handballspieler
- Kolinda Grabar-Kitarović (* 1968), Politikerin und Diplomatin
- Dragan Skočić (* 1968), Fußballspieler und -trainer
- Zlatko Perica (* 1969), Gitarrist
- Siniša Vukonić (* 1971), Skilangläufer
- Daniel Šarić (* 1972), Fußballspieler
- Antonio Rački (1973–2024), Skilangläufer
- Vladimir Vujasinović (* 1973), Wasserballspieler
- Damir Glavan (* 1974), Wasserballspieler
- Edvin Jurisevic (* 1975), US-amerikanischer Fußballschiedsrichter
- Alen Abramović (* 1976), Skilangläufer
- Mirza Džomba (* 1977), Handballspieler
- Žarko Galjanić (* 1978), Biathlet
- Damir Jurčević (* 1978), Skilangläufer
- Maja Kezele (* 1979), Skilangläuferin
- Andre Mijatović (* 1979), Fußballspieler
- Tomislav Dančulović (* 1980), Radrennfahrer
- Martina Majerle (* 1980), Sängerin
- Andrijana Stipaničić (* 1981), Biathletin
- Dario Knežević (* 1982), Fußballspieler
- Ivan Stevanović (* 1982), Handballspieler
- Denis Klobučar (* 1983), Skilangläufer
- Darko Blažević (* 1984), Radrennfahrer
- Deni Gasperov (* 1986), Handballspieler
- Diana Haller (* 1986), Mezzosopranistin
- Ana Jelušić (* 1986), Skirennläuferin
- Edin Junuzović (* 1986), Fußballspieler
- Josip Vrlić (* 1986), Wasserballspieler
- Jakov Fak (* 1987), Biathlet
- Ivan Krapić (* 1989), Wasserballspieler
- Marin Premeru (* 1990), Leichtathlet
- Dino Marcan (* 1991), Tennisspieler
- Stefan Vujić (* 1991), Handballspieler
- Franka Batelić (* 1992), Sängerin
- Teo Čorić (* 1992), Handballspieler
- Dino Slavić (* 1992), Handballspieler
- Jadranko Stojanović (* 1992), Handballspieler
- Zlatko Tripić (* 1992), Fußballspieler
- Niko Datković (* 1993), Fußballspieler
- Josip Rumac (* 1994), Radsportler
- Ricardo Bagadur (* 1995), Fußballspieler
- Ivica Ivušić (* 1995), Fußballspieler
- Antonio Mance (* 1995), Fußballspieler
- Vlado Matanović (* 1995), Handballspieler
- Filip Pravdica (* 1995), Weitspringer
- Andrija Filipović (* 1997), Fußballspieler
- Filip Glavaš (* 1997), Handballspieler
- Anika Kožica (* 1997), Biathletin
- Leona Popović (* 1997), Skirennläuferin
- Halil Jaganjac (* 1998), Handballspieler
- Ivan Lepinjica (* 1999), Fußballspieler
- Tin Lučin (* 1999), Handballspieler
- Fran Mileta (* 2000), Handballspieler
- Veron Načinović (* 2000), Handballspieler
- Gianfranco Pribetić (* 2000), Handballspieler
- Marko Skender (* 2001), Skilangläufer
- Veldin Hodža (* 2002), Fußballspieler
- Matija Legović (* 2005), Biathlet

## Sonstiges

### Mediale Rezeption
Die Stadt Rijeka selbst wurde nach der IMDb in bisher 40 Filmen und Serien-Episoden als Kulisse benutzt. Die Netflix-Serie The Paper spielt in Rijeka und handelt von politischen Intrigen in der Stadt.